# 원피스의 등장인물 목록
다음은 만화 《원피스》의 등장인물 목록이다.
사망한 등장인물의 경우는 현재 진행 중인 내용을 기준으로 하여 고(故)를 붙였다. 해군의 경우 직급이나 은퇴 등도 현재 진행 중인 내용을 기준으로 한다.
다만 만화 《원피스》에는 등장하지 않는, 애니메이션 《원피스》 고유의 등장인물의 기술은 여기서 제외되었다.

## 세계정부
- 세계정부의 왕(임)

- 오로성(세계정치정부): 오로성은 직책 특성 상 해임과 동시에 사망한다.

- 토프먼 워큐리 성 법무무신(법무부장관)
- 에단바론 V. 나스쥬로 성(제무무신(기획재정부총리)
- 셰퍼드 주 피터 성 농무무신 (농림수산부장관)
- 마커스 마즈 성 환경무신(환경부장관)
- 피거랜드 갈링 성(과학정보통신부장관겸국방부장관)
- 제이가르시아 새턴 성(전(前) 과학정보통신부장관겸국방부장관) 보직해임과 동시에 사망.

### 해군 [MARINE] [海軍]
원피스 극장판 Z에 등장하는 세력인 NEO 해군의 일원에 대한 정보는 #극장판 관련 문서를 참고하십시오.

### 임펠 다운(Impel Down)
세계 최대 규모의 해저감옥. 캄 벨트에 위치하였으며, 에니에스 로비, 마린포드를 경유하는 삼각 해류의 한 축에 지어져있고 거의 세계의 모든 중범죄자들(1000만 베리 이상)은 그곳에 수감되어 영원한 지옥의 고통을 맛보며 살아가게 된다고 한다. 임펠 다운은 총 6개의 층으로 되어 있으며 아래로 내려갈수록 더 흉폭하고 위험한 죄수들을 수용하고 있으며 각 층마다 특징적인 지옥이 있다. 레벨 5와 레벨 6 사이에는 오래전 모리가 만든 수인들의 비밀화원인 레벨 5.5 뉴커머 랜드가 있다. 임펠 다운에서 종종 일어나는 수인 실종사건의 정체는 사라진 수인이 레벨 5.5로 간 것이다.
서장 마젤란(2년후 부서장)
독독 열매 능력자이다. 임펠다운에 형 에이스를 찾으러 들어온 루피와 그의 동료들, 검은수염 티치와 싸워 일격에 모두 승리한다.
부서장 한냐발(2년후 서장)
성우 : 고토 테츠오 / 정주원 (대원방송)
前 임펠 다운 부서장, 치도 캣츠미라는 거대한 무기를 사용한다. 뜬금없이 임펠 다운에 대한 소유욕구와 서장이 되고싶다는 욕망을 표출하여 마젤란과 마찬가지로 우스꽝스런 모습을 보여주지만 자신이 맡은 임무에 목숨을 다하는 부서장다운 면모를 보여준다. 2년후 현재 임펠 다운 서장. (남성용)속옷 컬렉션을 즐기는 악취미가 있다고 하며 뼛속까지 시려오는 결빙지옥 Lv.5에 출입할때엔 지휘자로서의 모범을 보여주기 위해 아무런 옷가지도 걸치지 않는다고 한다.(그래서 Mr.2 봉쿠레가 루피를 구할 때 힘들었다.)
부간수장 도미노
성우 : 신도 나오미 / 이새아 (대원방송)
前 임펠 다운 여성 부간수장에서 2년후 현재 임펠 다운의 간수장이 되었으며 썬글라스를 낀 제복 미녀이다. 해적여제 보아 행콕이 루피를 숨겨주기 위해 도미노를 매료시킨적이 있다.
옥지기장 살데스
성우 : 나카이 카즈야 / 김현욱 (대원방송)
임펠 다운 옥지기장겸 옥졸수 블루고리(블루고릴라) 지휘관. 키가 아주 작은 악마처럼 생겼으며. 창처럼 생긴 피리로 블루고리를 조종한다. 2년후 현재는 키가 훤칠해진 모습.
옥졸장 사디
성우 : 코야마 유카 / 강시현 (대원방송)
임펠 다운 여성 옥졸장, 스스로 양(일본식으로는 '짱')이라고 자칭한다. 이름처럼 사디스트이고 싸움을 즐긴다. 옥졸수들을 마음대로 다룬다.
옥졸수 미노타우로스
성우 : 야마구치 캇페이
임펠 다운 옥졸수, LEVEL3의 LEVEL4 입구에 있다. 얼룩소 인간인 것 같다.(악마의 열매 복용)
옥졸수 미노리노케로스
성우 : 미야자키 히로무
임펠 다운 내성적인 옥졸수, 코뿔소 인간인 것 같다.(악마의 열매 복용)
옥졸수 미노코알라
임펠 다운 난폭한 옥졸수, 코알라 인간인 것 같다.(악마의 열매 복용)
옥졸수 미노제브라
성우 : 후지모토 타카히로
임펠 다운 낯가리는 옥졸수, 얼룩말 인간인 것 같다.(악마의 열매 복용)
옥졸수 미노치와와
2년뒤 임펠 다운에 추가된 새 옥졸수. 치와와 인간인 것 같다.(악마의 열매 복용)
옥지기 블루고리
바다격투가 블루고릴라. 통칭 '블루고리'. 등에 큰도끼를 매고있고, LEVEL1에 분포해 있다.(하지만 명령이 있으면 어느층이든 가리지않고 간다.) 살데스의 지휘에 따라 움직이며 종종 임펠 다운 근처에서 수영하는 해왕류를 토막내어 임펠 다운의 식량으로 조달하는 역할을 하기도 한다.
옥지기 바실리스크(BASILISK)
임펠 다운 옥지기 괴물이자 닭이 낳은 거대한 괴물, LEVEL2에 있다. 몽키 D. 루피와 버기를 공격하지만, 몽키 D. 루피의 기간트 피스톨 한 방에 쓰러진다.
옥지기 맨티코어(MANTICORE)
임펠 다운 옥지기 괴물이자 사람 얼굴을 한 식인사자다. 인간의 얼굴 골격을 갖고 있어 사람의 말을 외우는 습성이 있다. 별의별 이상한 말들만 외우고 다닌다.
옥지기 퍼즐전갈
애니메이션 오리지널 캐릭터로 임펠 다운 옥지기 괴물이자 여러 마리가 합쳐진 전갈. 맹독을 지녔다.
옥지기 스핑크스(SPHINX)(통칭 '계단의 수호자')
성우: 이인석 (대원방송)
LEVEL2의 보스 옥지기. 인면 깃털 사자다. 맨티코어와 마찬가지로 인간의 얼굴 골격을 갖고 있어 사람의 말을 외우는 습성이 있다. 특이하게도 외운 단어들이 면류(라면 등) 중심이었다.
옥지기 군대 화이트 울프
LEVEL5의 옥지기. LEVEL2에 있었지만 맹수들을 먹어치울 정도로 매우 흉폭하여 LEVEL5로 옮겨졌다. 사이코 같은 눈을 가지고 있으며, 루피와 봉쿠레를 공격하였었으나, 루피의 패왕색의 패기로 인해서 모조리 전멸한다.

### 에니에스 로비
바스카빌(통칭 '3두 바스카빌')
재판관. 머리가 3개인줄 알았지만, 왼쪽의 바스와 오른쪽의 커빌과 중앙의 공주님(?)이 붙어 있는 것이었다.
11인의 배심원
철퇴로 공격하는 11명.과거에 해적. 전원 사형수다. 유죄 배심원으로 통칭
법부대
사법견을 타고 빠른속도로 공격하는 부대.
오이모 & 카아시(대원방송판 '카시')
성우: 이호산&신용우(투니버스), 심규혁&안효민(대원방송)
거인문지기. 과거에 브로기와 도리의 부하. 현재는 엘바프로 떠났다.

## 기타 세력

### 하늘섬 신/신관/신병
갓 에넬 (KBS 및 대원방송판 에넬 신)
사토리 (통칭 '숲의 사토리')(KBS판 샤이안)
성우 : 타카토 야스히로 / 소연 (KBS, 대원방송), 이상호(투니버스 에피소드 오브 스카이피아)
에넬을 섬기는 스카이피아의 신관. 임팩트 다이얼과 건드리면 동물,무기,폭발,꽃 등이 나오는 깜짝구름을 사용해 공격한다. 미혹의 숲 생존률 10% 구슬의 시련 담당자. 우연히 루피, 우솝, 상디가 신관중에서는 맨처음 만난다. 루피. 우솝. 상디가 탄 까마귀호가 사토리가 있는 구슬의 시련을 지나면서 싸우게 된다. 견문색 패기와 비슷한 '맨트라'란 능력으로 루피. 우솝. 상디가 상당히 애를 먹지만 맨트라를 쓸 수 없게 루피가 묶어버리고 상디의 '다지기' 공격으로 신관중 맨처음 패배를 맞는다. (맨트라 = 견문색 패기와 비슷한 것으로 상대방의 공격을 미리 보고 피하는 능력)
슈라 (통칭 '스카이라이더')
성우 : 오타 신이치로/류다무현 (KBS, 투니버스 에피소드 오브 스카이피아), 이재범 (대원방송)
에넬을 섬기는 스카이피아의 신관. 플레임 다이얼을 입에 넣은 삼성조 후자를 타고 히트 다이얼로 만든 태우는 창과 입구에서부터 잘 보이지 않는 끈 구름으로 묶여 못 움직이게해 공격한다. 생존률 3% 끈의 시련 담당자. 자신의 애완 새를 이끌고 샨디아족 와이퍼에게 덤비지만 와이퍼의 리젝트 다이얼 일격을 제대로 맞고 패배를 맞는다.
게다츠 (통칭 '하늘반장')(KBS판 케단)
성우 : 타카츠카 마사야/임채헌(KBS, 투니버스 에피소드 오브 스카이피아), 고구인 (대원방송 Original 4기)/이재범 (대원방송 Original 9기)
에넬을 섬기는 스카이피아의 前 신관. 제트 다이얼과 땅에 있는 늪 구름으로 공격한다. 생존률50% 늪의 시련 담당자. 현재는 청해의 구멍 투성이의 섬에 떨어져서 알라바스타왕국 유바마을에서 생활하는 토토의 동생 고로와 합세하여 흙반장과 숲반장의 도움으로 일궈낸 온천섬 아차탕의 주인이 되었다(단기 집중 표지연재 '게다츠의 앗차 청해 생활'에 수록). 상당히 건망증이 심하다. 하늘섬에서 홀로 떨어져 어쩌다가 늪의 시련에 들어온 쵸파와 겨루고 쵸파의 '발굽 크로스' 일격을 맞고 패배를 맞는다.
오움 (통칭 '스카이브리더')(KBS판 오무)
성우 : 타케모토 에이지/김소형 (KBS, 대원방송), 한신(투니버스 에피소드 오브 스카이피아)
에넬을 섬기는 스카이피아의 신관이다. 홀리라는 싸움을 잘하는 거대한 애완견과 자유자재로 특정한 형태를 만들 수 있는 철 구름으로 공격한다. 생존률0% 철의 시련 담당자. 황금종이 있는 정상까지 올라오는 조로와 대결에서 철구름이 뚫리며 조로의 108번뇌봉에 의해 패배한다.
신병50명
야마
성우 : 故 김일
스카이피아 신병장이다. 대량의 액스 다이얼로 공격한다. 로빈과 맞붙게 되지만 비교적 쉽게 로빈에게 패배한다.
코토리 & 호토리
스카이피아 부신병장들이자 사토리의 쌍둥이 동생들, 플레임, 액스, 플레버, 임팩트 다이얼로 둘이 협동해 공격한다. 사토리가 당하고 나서 분노해 고잉메리호를 습격하게 되고 간 폴과 나미가 합세해서 해치운다.

### 샨디아 일족
故 카르가라
성우 : 시바차 히데카츠/김승태(KBS, 투니버스 에피소드 오브 스카이피아), 이동훈(대원방송)
400년 전 샨드라의 대전사이자 와이퍼의 선조. 샨드라로 탐사를 온 몽블랑 놀랜드의 도움으로 전염병으로 죽어가던 일족을 구하고, 그와 친분을 맺었다. 견문색 패기를 소유함.
故 무스
성우 : 미나구치 요코/유지원(KBS, 투니버스 에피소드 오브 스카이피아), 이보희(대원방송)
카르가라의 딸. 수열로 죽어가던 샨디아 족을 살리기 위한 제사의 제물로 바쳐질 뻔 했으나 몽블랑 놀랜드 때문에 살 수 있었다.
故 세토
성우: 아라이 료헤이/정미숙(KBS), 김다올(투니버스 에피소드 오브 스카이피아), 이경태 (대원방송)
아이사
성우 : 스즈키 마사미 / 소연 (KBS, 대원방송), 강새봄 (투니버스 에피소드 오브 스카이피아)
막 샨디아의 전사가 된 여자아이. 견문색 패기와 비슷한 맨트라 라는 능력을 가지고 있는데, 이 능력을 이용하여 주변의 기척이나 다른 사람이 내는 소리나 감정등을 예민하게 잘 알아차릴 수 있다. 하늘섬에서 바스라고 불리는 흙을 자주 모으곤 했다.
카마키리
성우 : 김소형 (KBS) / 이재범 (대원방송)
이름의 유래는 사마귀. 창에서 원월도처럼 에너지 같은 게 나오는 다이얼로 공격한다. 딱히 활동을 보여준 것도 없이 초반에 갓 에넬에게 간단하게 패한다.
브라함
성우 : 김경수 (KBS, 투니버스) / 김소형 (대원방송)
플래쉬 다이얼이 장착 되어있는 총 플래쉬건으로 공격한다. 총에서 나오는 불빛으로 공격한다. 조로의 이때 개발한 36번뇌하는 봉황에 의해 패배한다.
겐보우
성우 : 임채헌 (KBS)
철공이 들어가 있는 바주카로 공격한다. 신병장 야마에게 패한다.
라키
성우 : 유지원 (KBS) / 이보희 (대원방송)
샨디아 여성 전사. 갓 에넬에게 간단히 패한다.
샨디아20명

#### 와이퍼
성우 : 아이자와 치토세/윤세웅 (KBS, 투니버스 에피소드 오브 스카이피아), 고구인(대원방송)
성우(어린 시절): 키우치 레이코/소연(KBS), 유영(투니버스 에피소드 오브 스카이피아), 이보희(대원방송)
바주카로 공격하거나 플레임 다이얼에 가스를 넣어 번바주카로 공격한다. 몇 년 전에 멸종됐다는 임팩트다이얼의 10배의 위력인 리젝트다이얼을 사용하기도 한다. 400년 전 샨드라의 대전사 카르가라의 후손. 샨디아의 최고주력. 리젝트다이얼은 임펙트의 10배나 되는 위력을 가지는 대신 자신에게도 상당한 데미지가 들어가 많이 쓰지를 못한다. 초반에 슈라를 쓰러뜨리고 나중에 최후의 5인에 남게 되어서 에넬에게 혼신의 힘을 다해서 리젝트 일격을 쏘아붙이지만 자연계 능력자인 에넬 앞에서는 아무 소용이 없게 되고 에넬 앞에서 패배를 맛본다.

### 산적

#### 히그마 일당
故 히그마
성우 : 키시노 유키마사 / 서문석 / 박성태 (투니버스 에피소드 오브 이스트블루) / 이재범(애니원)
후샤 마을 인근의 산적. 루피를 괴롭히다가 샹크스 일행에 의해 부하들을 잃었고, 자신도 루피를 납치하여 보트에 탔다가 해수에게 잡아먹히고 말았다. 현상금:8백만 베리
사망한 지 한참 지나 밈이 생겼다.
- 해적왕 골 D. 로저와 호각을 겨룬 산적왕 마운틴 듀 히그마.
- 히그마를 발견해서 신고만 해도 해군측에서 800만 베리 지급.
- 사살 및 체포 시 현상금 880억 베리.
- 육십황 중 56명을 죽여 사황으로 만든 장본인.
- 왕의 부하 칠무산의 필두.

#### 다단 패밀리
컬리 다단
성우 : 우에무라 노리코
성우 : 곽규미(대원방송), 성선녀 (투니버스 에피소드 오브 사보)
코르보 산의 다단 패밀리의 두목. 가프의 강압으로 에이스와 루피를 맡아 키웠다. 외모와는 달리 의외로 정이 많은 인물이다.
도구라
성우 : 야마구치 캇페이
성우 : 김민주 (대원방송)
다단 패밀리의 일원. 키가 작달막한 남자이다. 사보가 천룡인의 포탄에 맞는 장면을 목격하였다.
마구라
성우 : 히라타 히로아키/박요한
다단 패밀리의 일원. 닭벼슬처럼 생긴 머리 모양을 가진 덩치 큰 사나이.

### 혁명군
해적과는 달리 혁명군은 세계정부와 천룡인에게 직접 대항하는 조직이다.
정체가 드러난 자는 많지 않지만 수많은 실력자들이 소속된 것으로 알려져있고, 이미 그 사상에 의해 여러국가들이 무너진 상태다. 이후에는 사황 중 한 명인 검은 수염 해적단에 의해 총본부인 바르티고가 모두 궤멸되고 만다. 그리하여, 현재는 엠포리오 이반코프가 여왕으로 있는 뉴하프만 왕국으로 총본부를 옮겼다.
몽키 D. 드래곤
성우 : 시바타 히데카츠 / 이재용(KBS, 투니버스), 김소형, 서원석 (대원방송)
원피스100회에 처음등장해, 로그타운에서 해군 대령(당시)스모커에게 사로잡힌 루피를 구해냈다. 당시 루피는 그가 누군지 몰랐지만, 나중에 자신의 할아버지인 거프에 의해 그 사실을 알고 놀라게 된다. 드래곤은 바로 해군 영웅 몽키 D. 가프의 아들이며 몽키 D. 루피의 아버지였던것이다. 혁명군의 리더로, 세계최악의 범죄자로 불리고 있다. 고아왕국 출신으로, 고아왕국의 하층민들이 살고 있는 쓰레기산이 불태워질때 배를 몰고 들어와 죽을 위기에 처한 사람들을 구해내고, 동료로 합류시킨다. 또한, 사보가 천룡인이 쏜 대포에 맞아 배가 침몰해 바다에 빠져 죽을 위기에 쳐했을 때, 사보를 구해내 혁명군 간부로 키워냈다. 그의 뱃머리에는 용이 조각되어있다.
엠포리오 이반코프(통칭 '기적의 인물')[투니버스판 '이완코프']
성우 : 이마무라 노리오
성우 : 김혜성(대원방송), 이규석(투니버스 스페셜 3D2Y, 에피소드 오브 사보)
G군 군대장으로 혁명군 중 한 명이자, 몽키 D. 드래곤의 파트너. 임펠 다운에 수감되었다가 뉴커머 랜드의 리더가 되었다. 호르호르 열매를 먹은 호르몬 자유인간이다. 성호르몬을 주입해 성별을 자유자재로 바꾸는가 하면 안면성장 호르몬을 써서 머리를 거대하게 키우기도 하고, 윙크를 사용해 공격하기도 한다. 성격은 매우 활발하고, 장난스럽다. 사람들을 농담으로 깜짝 놀래주길 정말 좋아한다.말끝에 '블' 을 붙이는것도 특징이다.(예:넌 지금 그럴 힘이 없어블.) 지금은 드래곤의 아들인 몽키 D. 루피를 도와 해군본부와의 전쟁에 동참한 뒤, 카마밧카 왕국으로 귀환한 상태다. 한때 쿠마에 의해 그곳으로 날려온 상디에게 수련을 해주기도 했다. 뉴하프의 왕국 분홍빛 아일랜드, 카마밧카 왕국의 여왕(영구 결번).
바솔로뮤 쿠마(통칭 '폭군')
소르베 왕국의 옛 국왕으로, 도톰도톰 열매를 먹었다. 본래 혁명군이었지만, 딸 보니를 지키기 위해 칠무해에 들어가고, 스스로 사이보그가 되는 실험을 받는다. 현재는 인격까지 소멸된 상태지만, 최근 보니와 재회하며 미소를 짓는다.
이나즈마
성우 : 하마다 켄지(남) / 쇼우지 우메카(여)
성우(남성일 때) : 박요한(대원방송), 김신우(투니버스 스페셜 3D2Y)
성우(여성일 때): 곽규미(대원방송)
G군 부 군대장 사우스 블루의 혁명가. 이반코프와 함께 뉴커머랜드의 리더를 하고 있었지만, 몽키 D. 루피를 도와 해군본부와의 전쟁에 동참했다. 썽둥썽둥 열매를 먹은 가위인간으로, 손이 가위로 변해 잘라낸 물체를 종이처럼 다룰 수 있다. 원래 남자지만 가끔 이반코프의 성 호르몬으로 여자로 변하기도 한다.
핵(통칭 '100단')[혹돔 어인](투니버스판 해크)
성우 : 히로타 코세이
성우 : 이규석 (투니버스 에피소드 오브 사보), 이승행(대원방송)
드레스로자에 파견된 혁명군 병사 중 한 명. 어인공수도와 유술을 사용한다. 징베와 친구이기도 하며, 징베를 위해 싸우겠다고 한다. 비록 징베보다 조금 뒤지는 실력이지만 B블록에서 엄청나게 활약한다. 시합 도중, 바르톨로메오의 어이없는 한가함에 분개해서 쓰러뜨리려 하나, 그의 장벽 능력 때문에 오히려 자신이 당하고 만다.
사보
성우 : 후루야 토오루 / 표영재(투니버스), 남도형(대원방송)
성우(어린 시절): 타케우치 준코 / 이선주(투니버스), 이재현(대원방송)
루피와 에이스의 의형제이자 현재 혁명군의 참모총장. 자신에 대한 구속이 심했던 귀족 부모의 의지와는 반대로 자유분방한 해적의 삶을 동경하여 스스로 그레이 터미널의 주민이 되었다. 홀로 고아 왕국에서 배를 타고 떠나는 도중 고아 왕국을 방문한 천룡인(제르멕 성)의 바주카에 맞아 배가 침몰하여 사망한 것으로 여겨졌으나, 몽키 D. 드래곤에게 구조되고, 드레스로자에서 혁명군의 참모총장으로 재등장했다. 731화에서 재등장하여 루피와 재회하고, '루시'라는 이름으로 콜로세움에 참가 중이었던 루피를 대신하여 출전한다. 시합 도중 콜로세움의 바닥을 파괴한 뒤 이글이글 열매를 탈취하여 그 자리에서 먹는다. 현상금은 6억 200만 베리. 에이스의 의지를 잇는다.
코알라
성우 : 유키노 사츠키
성우 : 정혜옥 (투니버스 에피소드 오브 사보), 장예나(대원방송)
혁명군 일원이자 어인공수도 대리사부. 어렸을 때 천룡인의 노예였으나, 피셔 타이거의 성지 마리조아 습격 때 탈출하여 어느 섬에 머물고 있다가 마침 그곳을 지나던 태양 해적단과 만났고, 태양 해적단의 도움으로 고향으로 돌아갔고, 그 후 성장하여 혁명군이 되었다. 사보의 친구이다.
테리 기루테오
혁명군 기지 정보 통제관. 캥거루 모자를 쓰고 있다.
바니 조
샤봉디 제도에서 밀짚모자 해적단이 일시적으로 해산되었을 때 니코 로빈을 해방한 병사들 중 한 명.
모리
성우 : 최낙윤(대원방송)
혁명군의 '서군' 군대장이다. 거인족이며 말투나 옷차림새로 보아 오카마인것으로 추정된다. 모든 것을 부수지 않고도 밀어내는 능력인 푸시푸시 열매 능력자이다. 이 능력을 사용해 땅속을 파고들수도 있고 땅속에서 빈 공간을 만들 수도 있다. 현재 나이는 160살이며, 푸시푸시 열매 능력을 사용해 임펠 다운 5.5에 뉴커머 랜드를 만든 장본인이다. 현상금:2억 9300만 베리.
벨로 베티
성우 :카이다 유코
성우 :곽규미(애니원)
혁명군의 '동군' 군대장이다. 4인의 군대장 중 유일한 여성이며, 격려격려 열매의 능력자로 주변인들의 사기를 북돋아 잠재된 힘을 끌어내는 모습을 보였다. 위대한 항로의 루루시아 왕국에서 마을 사람에게 행패와 난동을 부리는 검은 수염 산하 해적단인 분홍 수염 해적단을 자신의 격려격려 열매 능력을 사용하여 깃발을 휘두르며, 마을 사람들에게 싸울 용기를 심어주어 분홍 수염 해적단들을 마을 사람들이 쓰러뜨리게 도와주었다. 현상금:4억 5700만 베리.
린드버그
성우 : 심규혁
혁명군의 '남군' 군대장이다. 평범한 인간족의 모습은 아니며 밍크족으로 추정된다. 또한 갖가지 과학발명품들을 무기로 사용하는 것으로 보인다. 현상금:3억 1600만 베리.
카라스
성우 :황창영
혁명군의 '북군' 군대장이다. 얼굴에 새부리모양의 마스크를 쓰고 있다.  능력은  몸이 수많은 까마귀로 변신하는 모습으로 변할 수  있는 자연계 '그을음그을음 열매' 능력자이다.
현상금: 4억 베리.

## 마을 주민
- 일부 지역의 마을 주민이 누락될 때가 있음.

### 이스트 블루(East Blue)

#### 고아(Goa) 왕국[회상]
이스트 블루에 있는 왕국. 루피가 자란 후샤 마을도 이 나라에 속한다. 몽키 D. 드래곤의 고향이기도 하다.
고아 왕국 국왕
성우 : 다나카 료이치
아웃룩 3세
성우 : 쵸(구 나기시마 류이치)/김소형(투니버스), 이기성(대원방송)
사보의 아버지.
사보의 어머니
성우 : 신도 나오미/김가령(투니버스), 장미(대원방송)
스탠리[더빙판에서는 '스테리']
성우 : 사카모토 치카/이새아(대원방송), 김현지(투니버스)
사보의 아버지가 양자로 들여온 귀족 출신 아이다. 현재는 고아 왕국의 국왕으로 나온다.
사보

#### 후샤 마을
루피의 고향.
우프 슬랩
성우 : 치바 시게루 → 아오노 타케시 → 소노베 케이이치 / 유민석(KBS), 김기흥(에피소드 오브 루피, 투니버스), 김현욱(대원방송)
후샤촌의 촌장. 가프와 친구.
마키노[투니버스판 '마키']
성우 : 오오모토 마키코 / 김은아(KBS), 정혜원(투니버스), 장예나(대원방송)
후샤촌의 술집 여주인. 어릴때의 루피가 언제나 보물외상으로 고기를 먹는다.

#### 쉘즈 타운
조로와 루피가 처음 만난 곳.
리카
성우 : 우와가와 에미
성우(한국): 정현경→소연(KBS), 김나율→박고운(대원방송), 김채하(2년 후, 필름 Z), 김지혜(투니버스 에피소드 오브 이스트 블루)
자신을 구해주려다 잡힌 조로에게 주먹밥을 갖다주었던 소녀. 현재는 어느 해군기지에서 급사 일을 하고 있다.
리리카
성우 : 히키다 유카리/정미숙(KBS)
리카의 엄마.
소로
헤르메포의 애완늑대. 마을 사람들을 괴롭히다가 조로가 베어버린다.

#### 오렌지 마을
부들
성우 : 야나미 죠지 / 이윤선 / 장광
오렌지마을 촌장.
호커
성우 : 카와즈 야스히코 / 안종국
펫푸드의 주인. 슈슈의 주인이자, 3개월전 병으로 죽음. 부들의 친구.
슈슈
성우 : 아타라시 치에코 / 윤세웅
호커의 개. 호커가 죽은 뒤로도 호커의 가게를 지키지만, 가게는 '맹수조련사' 모디에게 불태워진다.
포로
책방주인. 부들의 친구.

#### 희귀동물의 섬
가이몬
성우 : 오오히라 토오루 / 유해무, 노민(KBS), 정동열(대원방송)
전 해적. 이 섬에서 보물상자에 몸이 끼어서 보물상자 인간이 되었다. 버기와 만난적이 있다.
서팡클
가이몬과 함께 섬에서 살고 있는 여인. 이유는 모르나 나무통에 몸이 끼었다.
코코쿠스
여우와 닭을 합친 동물.

#### 시롭 마을
우솝의 고향.
피망
성우 : 테라다 하루히→카와쇼 미유키(291화 이후)
성우(한국): 배정미(KBS), 이보희(1기)/김도영(9기)(대원방송), 이새벽(투니버스 에피소드 오브 이스트 블루)
우솝해적단. 목수대장이 되는 목표를 갖고 있다.
양파
성우 : 오오모토 마키코
성우(한국): 민지(KBS), 김연아(1기)/소연(9기)(대원방송), 정유정(투니버스 에피소드 오브 이스트 블루)
우솝해적단. 소설가가 되는 목표를 갖고 있다.
당근(투니버스판은 홍당무)
성우 : 요시타케 노리코→히비 아이코(291화 이후)
성우(한국): 임미진(KBS), 정미숙(1기)/이유리(9기)(대원방송), 김가령(투니버스 에피소드 오브 이스트 블루)
우솝해적단. 술집을 경영하는 목표를 갖고 있다.
카야
성우 : 코우다 마리코/김은아(KBS), 정혜원(투니버스), 김연아→이유리(애니원), 송하림(애니박스)
부모님에게서 재산을 물려받은 아가씨로 의사가 되는 목표를 갖고 있다.
크로의 최종목표였지만, 몽키 D. 루피일당이 이를 알고막는다.
메리
성우 : 도몬 진 / 故 김일(KBS), 이재범(대원), 신용우(투니버스)
카야의 집사. 고잉메리호를 만들어 루피일당에게 준 사람.
故 반기나
우솝의 엄마. 야솝의 부인. 우솝이 어릴 때 병으로 사망.

#### 시모츠키 마을
조로의 고향.
코시로
성우 : 故 이시즈카 운쇼
어릴 때의 조로가 다니는 검도관장으로 쿠이나의 아버지이자, 50년 前 와노쿠니를 불법 출국한 故 시모츠키 코자부로의 친아들이다.
故 쿠이나 (본명시모츠키 쿠이나)[KBS 정발판,투니버스 7~8기 퀴나, 에피소드 오브 이스트블루에서 쿠이나]
성우 : 토요시마 마치코 / 은영선→정옥주(KBS), 박리나(투니버스), 김나율→소연(대원방송)
어릴 때 롤로노아 조로에게 수도 없이 승리를 해왔고, 조로와 세계 제일의 검객이 되겠다고 약속했다. 이후 계단에서 떨어져 죽는다. 타시기와 닮은 캐릭터로 코우시로의 딸이자, 50년 全 와노쿠니를 불법 출국한 故 시모츠키 코자부로의 친손녀이다.

#### 해상 레스토랑 발라티에
상디가 일했던 식당이자 정신적 고향.
제프(통칭 '붉은 다리')
파티
성우 : 이나다 테츠 / 문관일(KBS) / 김소형(대원방송) / 소정환(투니버스)
발라티에 요리사로 동료 카르네와는 요리사 콤비.
카르네
성우 : 사토우치 시노부 / 윤세웅(KBS), 김국진(투니버스), 안효민(대원방송)
발라티에 요리사로 동료 파티와는 요리사 콤비.

#### 코노미 제도
나미의 고향. 고사 마을과 코코야시 마을로 이루어져 있다.
겐조
성우 : 시오야 코우조우/정승욱(에피소드 오브 나미, 투니버스 에피소드 오브 이스트 블루), 이동훈(대원방송)
나미와 노지코의 아버지 같은 존재, 모자에 풍차를 박았다.
Dr.나코
성우 : 아소 토모히사 / 서문석(KBS), 김소형(투니버스 에피소드 오브 이스트 블루)
마을의 의사. 나미의 아론 문신을 풍차와 귤문신으로 바꾸어줬다.
故 벨메일
성우 : 히다카 노리코 / 김지혜(KBS, 투니버스), 김나율(대원방송)
전직해군, 노지코와 나미의 양엄마. 아론에게 총살 당함.
노지코
챠보
성우 : 코마츠 리카 / 김지혜
고사마을의 소년. 아버지가 아론의 폭동에 죽음.
테루
코코야시 마을의 목공. 고잉 메리 호의 여자방에 작은 바를 만들었다.
조니 & 요삭
성우: 타카츠카 마사야(조니) , 토쿠야마 야스히로(요삭)
성우(조니): 정훈석(KBS),  정재헌(에피소드 오브 나미)/선호제→김신우(투니버스 에피소드 오브 이스트블루), 이동훈→신경선(대원방송)
성우(요삭): 윤세웅(KBS), 김국진(에피소드 오브 나미, 투니버스 에피소드 오브 이스트블루), 김디도→김혜성(대원방송)
조니와 요삭은 원래 이스트 블루를 돌아다니며 활동하는 현상금 사냥꾼이었으나, 의형제인 조로와 재회하면서 루피를 만났고, 루피에게 아론에 대해 설명해주었다. 지금은 코코야시 마을에서 살고 있다.

#### 로그 타운
해적왕 골 D. 로저의 고향이자 처형 장소. 루피가 버기에 의해 처형당할 뻔한 곳.
행거
나미가 갔던 옷가게 주인.
유우
아빠가 사준 3단 아이스크림을 들고 있다가 스모커의 바지에 묻힌 어린소녀.
사피
어물선 주인 겸 어부. 어인과 인간의 피가 섞여 있다. 상디에게 엘레펀트 다랑어를 팔았다.
잇폰마츠
성우 : 히라노 마사토 / 윤세웅
조로가 갔던 검가게 주인. 구두쇠이기도 하지만, 유바시리(더빙판:설검)와 3대 귀철(더빙판:무림삼검)을 그냥 준다.
샐리 어처코네트
고아 왕국의 왕비.

### 사우스 블루(South Blue)
출신 인물로는 커티 프람(프랑키), 故 포트거스 D. 에이스, 쥬얼리 보니, 유스타스 키드 등이 있다.

#### 바테리아
루피의 형이자 해적왕 故 골 D. 로저의 아들 故 포트거스 D. 에이스(골 D. 에이스)가 태어난 곳이자 고향.
故 포트거스 D. 루즈
성우 - 미나구치 유코/이새아
故 포트거스 D. 에이스의 친어머니이자 해적왕 골 D. 로저의 아내. 과거 20년 전 해군들이 해적왕의 아이를 없애려고 갓 태어난 아기들을 없앨 때, 에이스를 보호하기 위해서 에이스가 태어나지 않게 하려고 자신의 몸 안에 무려 20개월을 넣은 정신력 강한 여성. 해군의 수색이 끝난 뒤 에이스를 낳은 뒤 남편과의 약속으로 이름을 에이스로 지었다. 그러나 그 대가로 에이스를 낳은지 몇분 만에 죽고 말았다. 얼굴에 주근깨가 많다.(에이스가 이 주근깨들을 물려받았다.)

#### 토리노 왕국
쵸파가 2년간 머물렀던 곳이자 의학 지식을 배웠던 곳. 새의 왕국이며 원주민의 의학 수준이 높음.
샨바 (Shanba)
토리노 왕국의 주민. 거대한 새와 다투고 있었지만 토리노 왕국에 나타난 쵸파의 중재로 화해한다.
쵸파와 친해져 왕국의 서재를 보여주었으며 쵸파가 의학 지식을 축적할 수 있도록 도와주었다.

### 웨스트 블루(West Blue)
출신 인물로는 니코 로빈, 브룩, 샹크스, Mr.1(다즈 보네스), 라피트 등이 있다.

#### 오하라
니코 로빈의 고향으로 고고학의 섬. 20년 전 버스터 콜로 인해 파괴되었다.
故Dr. 클로버
성우 - 기타무라 코이치 / 김정호 / 김승준
오하라의 고고학자 중 한명으로, 고고학계에선 세계적인 권위자. 다른 고고학자들과 함께 불법으로 되어 있는 포네그리프를 연구하다가 발각되었다. 버스터 콜이 진행될 때 섬에 있었으며 버스터 콜로 사망.
故니코 올비아
성우 - 야마구치 유리코 / 소연
니코 로빈의 어머니. 어린 로빈을 두고 다른 고고학자들과 함께 오하라를 떠났다가 포네그리프 연구 건으로 인해 체포되었으나 하그왈 D. 사우로의 도움으로 탈주하였다. 버스터 콜로 인하여 사망.
故하그왈 D 사우로
성우 - 쿠사오 타케시 / 이원준(극장판에서만) / 시영준 / 김혜성
22년전, 니코 올비아가 불합리하게 투옥되자 버스터 콜 소집에 강력하게 반발하고 해군에서 나오는 것을 각오하고 올비아를 놓아준다. 그런 다음, 우연히 오하라에서 니코 로빈과 만나 외로운 로빈에게 대등하게 웃는 법을 알려주고 버스터 콜이 발동되자 그녀를 지키려하다 친구 사이였던 아오키지에 의해 동결된다.
니코 로빈과 친하게 지냈던 해군 중장.
로지
성우 - 우에무라 노리코
니코 올리아의 매제로, 니코 로빈과 동갑인 딸 미즈이라가 있으며 남편 오란과 함께 살고 있었다. 능력자인 니코 로빈 모녀를 꺼려 남편의 가족임에도 냉혹하고 잔인하게 대하고 있다. 버스터 콜이 내려진 오하라에서 피난선을 타고 탈출하다 피난선이 침몰하여 사망한 것으로 추정.

#### 이루시아 왕국
탈라사 루카스
이루시아 왕국의 국왕
8년전 세계 회의 때 혁명가 드래곤의 위험성을 말하지만 와포루에 의해 일축된다.

#### 꽃의 나라
웨스트 블루의 국가. 돈 사이가 이끄는 팔보수군을 휘하에 두고 있다.

### 노스 블루(North Blue)
출신 인물로는 상디, 베라미, 바질 호킨스, 트라팔가 로 등이 있다.

#### 부루니르 왕국
故 몽블랑 놀랜드
성우 - 오오츠카 호우츄 / 故 김관진(KBS), 김승준(대원방송), 곽윤상(투니버스 에피소드 오브 스카이피아)
400년전 부루니르 왕국 탐험선 제독. 몽블랑 크리켓의 선조. 왕에게 자신이 탐험한 황금의 섬 이야기를 했으나, 섬이 사라지는 바람에 거짓말쟁이로 몰려 처형당했다. 그의 이야기는 '거짓말쟁이 놀랜드'라는 이름으로 후세에도 알려지게 된다.

#### 플레반스
트라팔가 로의 출생지. 주민 전원이 박연병을 앓고 있었으며, 이 박연병이 전염될 것을 두려워한 주변국에 의해 멸망했다.
트라팔가 로(트라팔가 D. 워텔 로)
故 트라팔가 라미
성우 :우에다 카나
트라팔가 로의 여동생. 박연병을 앓고 있었으며, 아이들은 살려준다던 해병말을 듣고 순수히 말을 듣고 따랐으나 결국 해군에 손에 사망한다.

### 위대한 항로(偉大なる航路, Grand Line)

#### 드럼 왕국(현 벚꽃 왕국)
쵸파의 고향. 현재는 故 Dr. 히루루크의 의지를 이어받아 벚꽃 왕국으로 개칭되었다.
도르돈
성우 - 오노 겐이치 / 故 김관진(KBS, 투니버스 극장판 에피소드 오브 쵸파), 정승욱(투니버스 8기)→신용우(투니버스 9기), 이동훈(대원방송)
前 드럼 왕국의 3간부. 와포루와는 대조되는 인물. 와포루가 밀짚모자 해적단에 의해 쫓겨난 뒤, 벚꽃 왕국의 통치자가 되었다. 근면하고 성실한 성격 덕에 민중의 신뢰도가 깊었는데 Dr. 히루루크의 죽음을 비웃은 일로 와포루의 폭정에 반기를 들었다. 와포루가 쫓겨난 뒤, 국정을 다스리다가 통치자로 추대되었고 현재까지도 민가에 살고 있다. 소소 열매(모델 '들소')의 능력자이다. 의리파.
故 Dr. 히루루크
성우 - 우시야마 시게루 / 김익태(투니버스), 이재범(대원방송)
드럼 왕국의 의사로 토니토니 쵸파가 처음으로 마음을 열은 인물. 엉터리 진료가 많아 세간에는 돌팔이 의사로 알려져 있지만 쵸파에게 의사의 길을 전수해 준 인물이기도 하다. 드럼 왕국에 들어오기 전에는 유명한 도적이었으며 활짝 핀 벛꽃에 감명받아 겨울에도 벛꽃이 필 수 있는 방법을 연구했다. 쵸파의 실수로 독버섯을 먹은 뒤, 와포루의 음모에 의해 죽음을 당했다. Dr. 쿠레하와는 친구 사이.
Dr. 쿠레하
성우 - 노자와 마사코 / 故 나수란(KBS, 투니버스 8기, 극장판 9기) → 김옥경(투니버스 9기), 정옥주(대원방송)
드럼 왕국의 또 다른 의사. Dr. 리누라고도 불린다. 현재 나이 141세의 노파로 의술은 매우 뛰어나지만 성격이 괴팍하며, 환자를 치료해 주고 나면 환자의 집에서 마음에 드는 물건들을 모두 빼앗아 간다. 쵸파에게 의술을 가르쳐 준 사람이기도 하다. '할머니'나 '아줌마'라 불리는 걸 싫어하며 Dr. 히루루크의 벛꽃 연구를 마무리한 인물이다. 故 Dr. 히루루크와 친구 사이. 2년 후, 현재 이시 100의 리더이다.
와포루
드럼 왕국의 최악의 임금. 드럼 왕국의 의사인 이시 20을 자신의 전용 의사로 바꾸며 지금껏 드럼 왕국의 병든 사람을 죽도록 한 자. 몽키 D. 루피와의 대결에서 루피의 공격에 멀리 날아가서 패한다. 지금은 행방불명.
이시 20
드럼 왕국의 20명의 의사들. 와포루에 의해 폭정의 도구가 되었다.

#### 알라바스타 왕국
그랜드 라인의 모래 섬에 위치한 모래의 나라. 수도는 아르바나이며 루피가 에이스와 재회한 곳이다.
네펠타리 코브라
성우 : 카유미 이에마사→우에다 토시야(512화민)→고다 호즈미(776화 이후)
성우 : 윤세웅(KBS, 투니버스 극장판), 이경태→안효민(대원)
알라바스타의 국왕으로, 비비의 아버지이다. 2년후, 세계 회의를 하려고 레벨리에 자신을 비롯한 모든 왕들이 모인 자리에서 자신과 드레스로자 왕국의 왕인 리쿠 돌드 3세가 모인 왕들 앞에서 요구하며 다수결로 찬성하며 칠무해 철폐를 성공적으로 이루었다.
네펠타리 비비
故 네펠타리 티티
알라바스타의 왕비. 국왕인 코브라의 아내이자 비비의 엄마이다.
이가람
성우 : 소노베 케이이치 / 박상일 / 심규혁 /김혜성
알라바스타의 수호대장. 비비와 함께 바로크 워크스에 위장 근무를 하였다.
테라코타
성우 : 김하영 / 김도영
이가람의 부인. 알라바스타 궁전에서 급사장 일을 하고 있다. 남편 이가람과 매우 닮아 밀짚모자 해적단을 놀라게 했다.
페루(통칭 '매')
성우 - 노지마 켄지 / 김소형 / 이동훈
알라바스타의 전사. 새새 열매(모델 '팔콘(매)')를 먹어 매로 변신한다. 크로커다일이 시계탑에 설치한 시한폭탄을 들고 자폭했으나 운좋게도 살아남았다.
챠가(통칭 '재칼')
성우 - 우에무라 키하치로/변영희(KBS, 투니버스 극장판), 심규혁(대원)
알라바스타의 전사. 개개 열매(모델 '재칼')를 먹어 재칼로 변신한다. 페루와는 오랜 동료.
츠메게리 부대(故 효우타, 故 브람, 故 알로, 故 바렐)
알라바스타의 호위부대. 수명을 깎는 물을 마셔 초인적인 힘을 얻고 크로커다일에게 덤볐으나 이기지 못하고 모두 자멸하였다.
코자(정식 한국어판 유자)[투니버스 극장판 '유다']
성우 - 이원준(KBS, 투니버스 극장판) / 정옥주(유년기)(챔프)
반란군의 리더. 어렸을 때부터 비비와 친구였다. 바로크 워크스의 몰락 이후에는 네펠타리 코브라에게 발탁되어 환경부 장관이 되었다.
토토
성우 - 김소형(KBS, 대원방송)
코자의 아버지.

#### 롱 링 롱 랜드
고리 모양의 섬. 평소에는 10개로 나뉘어 있다가 1년에 한 번씩 썰물이 크게 들어 섬 전체가 드러난다.
톤지토(KBS판 돈지토)
성우: 이장원
롱 링 롱 랜드의 원주민. 세계에서 가장 긴 죽마타기에 도전했다가 '무서워서' 10년 동안 내리지 못했으나 루피의 도움으로 내려왔다. 현재 손녀를 포함한 가족들과 같이 살고있다.
쉐리
톤지토가 기르는 말. 다리가 매우 길다.

#### 시프트역
바다열차 '퍼핑 톰'이 지나는 바다 위의 역.
코코로[뱅어 인어]
성우 - 마야마 아코/박은숙(투니버스), 김도영(대원방송)
시프트역의 역장, 전 톰즈 워커스의 사장 톰의 비서. 젊었을 때, 톰을 따라 어인섬을 떠났다.
침니
성우 - 사이토 치와/김새해(투니버스), 소연(대원방송)
코코로의 손녀로, 인어의 피를 받았기 때문에 험한 파도를 거칠 정도로 수영 실력이 뛰어나다. 2년 후 시프트 역의 역장.
곤베(투니버스 '라비')
성우 - 오카무라 아케미/김율(투니버스), 이현(대원방송)
침니의 애완동물로, 고양이 울음소리를 내는 토끼.
요코즈나[투니버스판 개굴대장]
성우 - 다카즈카 마사야 / 강호철
톰이 데리고 다녔던 덩치 큰 개구리. 톰이 죽은 이후 퍼핑 톰의 운행을 방해하기 시작했다. 스모를 매우 잘 하며 에니에스 로비 공격에 참가했다. 현재는 퍼핑 톰과의 힘겨루기를 그만둔 상태. 이름의 유래는 스모 체급의 최상위 '요코즈나'.

#### W7(워터 세븐)
바다 위에 자리잡은 물의 도시. 세계적인 조선회사 갈레라 컴퍼니가 있다.
故 톰[뿔복어 어인]
성우 - 무라마쓰 야스오 / 장승길 / 김승준
어인섬 출신의 전설적인 조선공으로, 톰즈 워커스의 사장이자 아이스버그와 프랑키의 스승. 골 D. 로저의 해적선 '오로 잭슨 호'를 만들었다는 이유로 사형선고를 받았으나 바다열차를 만들겠다는 조건으로 10년의 집행유예를 선고받고, 바다열차 '퍼핑 톰'을 완성하였다. 그러나 고대병기 '플루톤'의 설계도를 빼앗으려는 스팬담의 계략에 휘말려 사형선고를 받고, 에니에스 로비로 끌려가 처형되었다. 제자 중 한 명인 아이스버그에게 플루톤의 설계도를 맡겼다.
브루노
성우 - 사사키 세이지 / 최석필 / 이재범
마을의 술집주인. 본래 세계정부의 첩보기관 CP9 소속인, 초인계 문문 열매의 능력자였다.
마이클 & 호이클(투니버스판 '마이켈&호이켈')
성우(마이클): 나카 토모코/김율(투니버스), 소연(대원방송)
성우(호이클): 마미 마스미/소연(투니버스), 박고운(대원방송)
워터 세븐 뒷동네의 불량학생들. 조로에게 덤벼들었다가 제압당하고 말았다.

##### 갈레라 컴퍼니
세계적인 조선 회사. 현재 아이스버그가 사장이며, 세계정부에 배편을 제공하고 있다.
아이스버그
성우: 오이카와 이조(성인), 키시오 다이스케(유년기) / 이상범(성인), 최승훈(어린 시절)(투니버스) / 이재범(대원방송)
W7의 시장이자 갈레라 컴퍼니 사장. 전설적인 조선공 톰의 제자다. 프랑키(커티 프람)의 사형이며 나이는 38살로 프랑키보다 4살 많다. W7에 잠입한 CP9 건의 보답으로 갈레라 컴퍼니 직공장들과 함께 밀짚모자 해적단의 배 사우전드 써니 호를 만들어 준다. 현재 10살짜리 천재 꼬마소녀를 비서로 두고 있다.
파울리
성우 - 요시미즈 다카히로 / 김기흥(투니버스), 신경선(대원방송)
갈레라 컴퍼니 직공장 겸 부사장. 의장, 돛대장인이다. 도박을 좋아해서 빚이 산더미라 날마다 빚쟁이들에게 쫓긴다. 밧줄을 가지고 공격하며 밀짚모자 해적단과 함께 CP9을 공격했다. 2년 후 루루, 타일스톤과 함께 2번째 바다기차인 '퍼핑 아이스'를 완성시켰다.
피플리 루루
성우 - 오오타 신이치로 / 서윤선(투니버스), 안효민 (대원방송)
갈레라 컴퍼니 직공장. 피치, 대장장이, 도르래 장인이다. 톱이나 검을 가지고 공격하며 언제나 수염이나 머리가 삐죽하게 떠 있다.(때로 삐져나온 수염이나 머리가 개그용으로 얼굴이나 몸에서 튀어나오기도 한다)
타일스톤
성우 - 이나다 테츠 / 소정환(투니버스), 이현(대원방송)
갈레라 컴퍼니 직공장. 소목장이, 코킹공, 돛깁기 장인이다. 바주카나 망치로 공격하며 힘 하나는 엄청난 괴력인간이다. 언제나 큰소리로 말한다.
로브 루치 [통칭-살육병기] (해고)
성우 - 세키 토모카즈 / 현경수(투니버스), 김명준(유년기)(투니버스) / 김소형 (챔프)
갈레라 컴퍼니 직공장. 톱질, 나무못 장인이다. 자신의 정체를 들키지 않기 위해 자신의 비둘기 하토리를 통해 말을 하였다. 현재 세계정부의 첩보기관 CP9의 리더로, 에그헤드에 잡입 중이다.
카쿠 (해고)
성우 - 오키아유 료타로 / 이호산(투니버스), 고구인 (대원방송)
갈레라 컴퍼니 직공장. 목수이다. 현재 세계정부의 첩보기관 CP9의 일원으로, 에그헤드에 잡입 중이다.
칼리파(해고)
성우 - 신도 나오미 / 박경혜(투니버스), 김하영(대원방송)
아이스버그의 비서. 본래 세계정부의 첩보기관 CP9 소속이었다.

#### 프랑키패밀리
W7에서 활동하는 배 해체업자들. 현상금 사냥꾼 일도 하고 있다. 프랑키를 구하기 위해 에니에스 로비 공격에 참가했다.
프랑키
잔바이(투니버스판 '클로버')
성우: 미야케 겐타 / 최준영(투니버스) / 김소형
프랑키 패밀리의 부대장급이다. 2년 후, 다른 패밀리들과 함께 갈레라 컴퍼니에서 일하며 선박구입, 수리, 해체를 담당하는 잠바이 조합을 운영 중이다.
스퀘어 시스터즈(키위 & 모즈)
성우(키위):시오야마 유카/박리나(투니버스), 김도영(대원방송)
성우(모즈): 후쿠이 미키/김영은(투니버스), 김하영(대원방송)
프랑키 패밀리의 일원. 쌍둥이가 아님에도 불구하고(키위는 곱슬머리지만, 모즈는 곱슬머리가 아니다.) 외모가 많이 닮았으며, 둘다 머리가 정사각형 모양을 하고 있다. 2년 후, 주점을 운영 중이다. (구혼의 로라가 이끄는 롤링 해적단이 찾아온 장면이 단기 집중 표지 연재에 나온다.)
타마곤
프랑키 패밀리의 일원. 스토리 중에는 이름이 공개되지 않았으나 45권 SBS에서 이름이 공개되었다. 워터세븐에 남겠다고 고집을 피우는 프랑키의 팬티를 빼앗아 도망쳤다.
디스트로이어스
프랑키 패밀리에서 덩치가 가장 큰 3명.
소돔 & 고모라
성우 - 후쿠하라 코헤이(소돔)/미야케 겐타(고모라) / 강호철(소돔)&소정환(고모라) / 안효민(소돔)&김혜성(고모라)
불(워터 세븐에서 운송용으로 사용하는 물고기의 일종) 중에서도 최상급이라 불리는 '킹 불' 형제. 해왕류에게 먹혀 죽을 위기에 처한 것을 프랑키 패밀리가 해왕류를 잡아 구해주었고, 그 뒤로 프랑키 패밀리를 태우고 다녔다.

#### 샤본디 제도
신세계로 향하는 해적들이 많이 집결하는 섬. 또한, 해군 기지와 가까운 곳이기도 하다.
듀발(통칭 '철가면')
성우: 세키 토시히코
성우: 신경선
인신매매 집단 날치 라이더즈의 두목. 평범한 건달이었던 그는 어느 날 갑자기 해군의 추격을 받게 된다. 이유는 바로 듀발의 얼굴이 상디의 수배서와 완전한 판박이었기 때문. 그 이후로 듀발은 철가면으로 얼굴을 가리고 밀짚모자 해적단을 찾기 시작한다. 그러던 어느 날 밀짚모자 해적단이 날치 라이더즈의 앞에 나타나고, 듀발은 밀짚모자 해적단과 싸우지만 결국 패배하며, 듀발의 얼굴을 본 상디는 정형 쇼트로 듀발의 얼굴을 바꿔주어 문제를 끝맺는다. 이 이후로 듀발은 온 힘을 다해 밀짚모자 해적단을 도와준다.
피터맨
인신매매 집단 하운드 팻츠의 두목. 케이미를 납치했다가 듀발에게 크게 얻어 맞았다.
샤쿠야쿠
성우: 츠루 히로미
성우: 강시현
애칭은 샤키. 외형은 40대 초반이나 사실은 40년 전에 해적을 그만둔 상태. 현재는 자신의 이름을 내건 '바가지 카페'를 운영하고 있으며 정보원으로서의 수완이 좋으며 하찌의 친구라면 무료로 봉사해주는 의리있는 여성이다. 루피를 포함한 11인의 초신성(수퍼 루키들)이 샤본디 제도에 결집한 사실을 미리 알았고 루피가 보아 행콕과 친해져 있다는 것도 간파하고 있는 몇 안되는 인물로 다른 해적단과 달리 무고한 인명을 해치지 않고 동료 간의 의리를 지키는 루피 일행을 응원하고 있다.
디스코
성우: 이현
샤본디 제도의 휴먼숍을 운영하고 있는 남자. 인신매매가 한물 갔다는 이유로 돈키호테 도플라밍고에게 버림받았다.

#### 미래국 벌지모아
신세계의 겨울섬에 위치한 나라. 세계최고의 과학기술력을 보유하고 있으며, 정부의 천재과학자 Dr. 베가펑크의 고향이다. 프랑키가 2년 동안 연구하고 있었던 곳이다.
키튼
성우: 히비 아이코/송하림
벌지모아에 사는 소년. 노인(할아버지)(성우는 사토 마사하루/이인석)과 함께 사냥을 나갔다가 프랑키를 발견하였고, 그를 Dr. 베가펑크의 집으로 안내하였다. 만화책에서는 젊은 청년으로 등장했으며, 이름이 나오지 않았다.
타로이모
성우: 김현욱(애니박스)
키튼의 사이보그 애완견. 프랑키를 짐승으로 착각하고 공격하였다.

#### 카마밧카 왕국(국내판에서는 뉴하프만 왕국)
오카마들이 모여사는 나라. 사방이 전부 분홍색인 분홍빛 섬이며 상디가 2년 동안 투쟁했던 곳이다.
케롤라인
성우: 박요한
뉴하프만 왕국의 여왕대리. 혁명군 활동을 위해 떠난 엠포리오 이반코프를 대신하여 왕국을 다스리고 있었다. 상디와 결투를 벌이던 중 상디를 뉴하프로 만들어 버렸다. 하지만 상디는 얼마 안 가 정신을 되찾았다.

#### 보인 열도
바다 위에 떠 있는 꽃처럼 생긴 섬. 사실은 스토막 바론(Stomach Baron)이라 불리는 식육식물이며 우솝이 2년 동안 팝그린을 배운 곳이다.
헤라클레슨
성우: 정주원
보인 열도에 혼자서 살고 있던 남자. 풍뎅이 모양의 옷을 입고 있으며, 항상 자신의 이름을 자랑스럽게 말한다. 우솝에게 팝 그린에 관한 것들을 가르쳐 주었다.

#### 어인섬
그랜드 라인에서 신세계로 향하는 마지막 관문으로, 현재까지 유일하게 수중에 있는 장소. 섬 전체가 코팅막에 둘러싸여 있다. 섬 밖에는 고아들이 모여사는 '어인가'가 있었으나 점점 고아들이 흉폭해지면서 관리인들도 당해낼 수 없는 지경에 이르자, 관리를 포기했다. 신 어인 해적단의 반란이 진압된 뒤에는 폐쇄당했다.
넵튠(통칭 '해신')(실러캔스 인어)
故 오토히메(금붕어 인어)
성우 : 네야 미치코
성우 : 최덕희
어인섬의 왕비. 몸이 매우 약했지만 유난히 강한 견문색의 패기를 지니고 있었다. 과거 10년전 어인·인어족과 인간들의 화합을 위해 갖은 노력을 하다가 어떤 해적에게 죽임을 당했다고 알려졌지만 10년 후 호디 존스에게 죽임을 당한 진실이 알려진다.
후카보시(왕상어 인어)
시라호시
메가로
시라호시의 애완 상어. 크라켄에게 붙잡혀 있었으나 루피가 크라켄을 쓰러뜨릴 때 빠져나왔고, 넵튠에게 루피 일행에 대해 알려주었다. 오토히메 왕비가 암살당했을 때 시라호시에게 사실을 말해주기도 하였다. 모델은 신생대 시대의 동물 메갈로돈이다.
우대신(해마 인어) & 좌대신(메기 인어)
넵튠의 신하들.
마담 셜리(청상아리 인어)
케이미(키싱구라미 인어)
성우 : 이케자와 하루나
성우 : 김연우
하찌가 운영하는 타코야키 가게의 점원. '머메이드카페'에서 웨이트리스로 일하기도 한다. 샤본디 제도에서 납치되어 천룡인에게 끌려갈 뻔 하였으나 밀짚모자 해적단의 도움으로 탈출했다.
파파구
성우 : 이인석
케이미와 함께 다니는 불가사리로, 케이미의 스승이자 애완동물(?). 패션 디자이너로도 유명하며, 어인섬의 의류회사 '크리미널 브랜드 컴퍼니'의 사장이다.
이치카, 니카, 산카, 욘카, 욘카 투[송사리 인어]
다섯쌍둥이 송사리 인어. 케이미의 친구들.
이실리[돌돔 인어]
카이렌[가자미 인어]
히라메라[넙치 인어]
세이라[엔젤피쉬 인어]
메로[보리멸 인어]
덴[늑대고기 인어]
전설적인 조선공 톰의 동생으로, 기술자이며 탐험가. 프랑키의 부탁을 받아 사우전드 써니 호의 코팅을 수리하였다.
스플래쉬 & 스플래터
어인섬에 머물고 있는 쌍둥이 해적. 둘다 뉴하프이다. 둘다 희귀혈액형인 RH-S형이라서 대출혈상태에 빠진 상디에게 혈액을 주었다.
마리아 나폴레
어인섬의 가수. 반란 진압 이후 축제에 초대되어 노래를 하였다.

### 신세계(新世界, New World)
그랜드라인 후반의 바다. 신세계의 종점에는 해적왕 故 골 D. 로저가 대비보 '원피스'를 남겨놓았다고 전해지는 섬 '라프텔'이 있다.

#### 펑크 해저드(Punk Hazard)
정부 과학자 베가 펑크의 연구소였으나 현재는 시저 클라운의 연구소가 됐다. 여기에서 해군 원수 진급심사가 벌어지는 바람에 이 곳의 한쪽은 불지옥, 다른 한쪽은 얼음지옥으로 돌변했다. 말이 진급심사이지 실제로는 아카이누와 쿠잔이 원수 진급을 놓고 싸움을 벌였다. 그 결과 아카이누가 이겨서 원수에 진급했고 진 쿠잔은 아카이누의 부하가 되기 싫다는 이유로 제대했다.
시저 클라운(통칭 '마스터(M)')
故 모네 (통칭 '설녀(雪女)')
펑크 하자드의 과학자 시저 클라운의 비서. 정보 수집력이 뛰어나고, 자연계 눈눈 열매를 먹은 눈인간이다. 아이들을 데려가려는 밀짚모자 해적단과 해군과 격돌하고 조로와 싸우지만 자신의 심장을 스모커의 것과 착각한 시저 클라운에게 심장을 찔린다.
故 스마일리
시저 클라운의 애완 슬라임인 도롱도롱 열매 능력자, 모델은 아홀로틀. 펑크 하자드에 폭발이 일어났을 때, 시저는 폭발로 일어난 독가스를 압축시켰고, 그렇게 하여 탄생한 것이 스마일리이다. 시저가 준비한 거대한 사탕을 먹은 뒤 자폭하여 '시노쿠니'로 변한다.
예티 쿨 브라더스(록 & 스카치)
성우 : 키노시타 히로유키(록), 사쿠야 슌스케(스카치)
설국 출신의 거인 형제, 일명 '설산의 킬러'. 펑크 하자드의 설산을 돌아다니며 이따금씩 시저가 의뢰한 살인을 수행하곤 한다. 둘다 "So cool!"라고 하는 말버릇이 있다. 시저의 의뢰로 조로 일행을 기절시키지만 그들을 쫓아온 루피와 로우에게 당한다. 현상금:둘 다 2000만 베리.
신드
성우 : 마츠이 나오코
성우 : 손선영
시저에게 붙잡혀 있던 소년. 마약 사탕을 받고 몸이 거대화되었다. 시저가 붙잡힌 후 해군의 보호 하에 돌려보내진다.
모차
성우 : 칸다 아케미
성우 : 김은연
시저에게 붙잡혀 있던 소녀. 마약 사탕을 받고 몸이 거대화되었다. 쵸파에게 사탕의 정체를 듣고, 다른 아이들이 사탕을 먹지 못하도록 사탕 꾸러미를 들고 도망치나 아이들에게 붙잡히고, 결국 사탕 꾸러미를 통째로 삼켜 버려 혼수상태에 빠진다. 그러나 쵸파와 해군 의무병들의 치료로 몸을 회복하고, 해군의 보호 하에 돌려보내진다.
도란
성우 : 히비 아이코
시저에게 붙잡혀 있던 소년. 마약 사탕을 받고 몸이 거대화되었다. 시저가 붙잡힌 후 해군의 보호 하에 돌려보내진다.
콘부
성우 : 우시다 히로코
시저에게 붙잡혀 있던 소년. 마약 사탕을 받고 몸이 거대화되었다. 시저가 붙잡힌 후 해군의 보호 하에 돌려보내진다.
우즈
성우 : 니시하라 쿠미코
시저에게 붙잡혀 있던 소년. 마약 사탕을 받고 몸이 거대화되었다. 시저가 붙잡힌 후 해군의 보호 하에 돌려보내진다.
아리
성우 : 미카미 시오리
시저에게 붙잡혀 있던 소녀. 마약 사탕을 받고 몸이 거대화되었다. 시저가 붙잡힌 후 해군의 보호 하에 돌려보내진다.
비요
성우 : 카와나 마치코
시저에게 붙잡혀 있던 소년. 마약 사탕을 받고 몸이 거대화되었다. 시저가 붙잡힌 후 해군의 보호 하에 돌려보내진다.
긴코
성우 : 아이자와 마이
시저에게 붙잡혀 있던 소녀. 모모노스케가 용으로 변신하는 모습을 목격하였고, 그 사실을 킨에몬에게 알려주었다. 시저가 붙잡힌 후 해군의 보호 하에 돌려보내진다.

#### 드레스로자(Dressrosa)
루피 일행이 신세계에서 다다른 두 번째 섬. 10년전부터 돈키호테 도플라밍고가 지배하고 있는 나라이다. 돈키호테 도플라밍고가 몽키 D. 루피에게 패배한 이후, 자유의 나라가 된다.
리쿠 돌드 3세
성우 : 온영삼
드레스로자의 본 왕으로, 10년 전 어느 날 돈키호테 도플라밍고의 능력에 의해 조종당하여 마을을 습격해 온 국민들에게 미움을 사게 된다. 돈키호테 도플라밍고가 패배 뒤, 다시 드레스로자 국왕 자리로 복구한다. 이후, 레벨리 회의에서 자신과 알라바스타 왕인 네펠타리 코브라와 함계 前 칠무해를 철폐를 요구해 칠무해 철폐하는 데 다수결로 찬성을 받아네 칠무해 철폐를 하게 된다.
퀴로스
故 스칼렛
성우: 김윤채(애니박스)
리쿠 왕의 장녀이자 레베카의 어머니. 처음에는 퀴로스를 적대했지만, 자신을 구해준 퀴로스에게 마음을 열고 퀴로스와 결혼하기 위해 가짜 장례를 치른 뒤 성 밖에서 숨어지냈고, 레베카를 출산했다. 돈키호테 패밀리가 드레스로자에 쳐들어왔을 때 성으로 들어갔다가 디아만테에게 총살당했고, 그녀의 시신은 외다리 병정으로 변한 퀴로스가 레베카에게 전해주었다.
비올라

##### 코리다 콜로세움
드레스로자에서 벌어지는 대난투극 '투우 콜로세움'에 참가한 사람들. 모두 최종 우승 상품인 이글이글 열매를 노리고 있다.
압둘라(통칭 '범죄자')
前 현상금 사냥꾼. 제트와 함께 행동하고 다니며, 주름진 이마에 누군가 할퀸 흉터가 나있으며, 선글라스를 쓰고, 맹꽁이 비슷한 체격과 얼굴을 가지고 있다. 제트와 더불어 굉장히 잔혹한 성격이며, 그 잔혹한 성격으로 '투우 콜로세움' B블록에 참가해서 엄청난 활약을 한다. 하지만 제트와 함께 베라미에게 털린다. 이후, 제트랑 같이 루피가 이끄는 밀짚모자 해적단 산하로 들었다. 주로 쓰는 무기는 창 계열 무기. 888화에서는 이데오, 블루 길리, 제트랑 같이 '이데오 해적단'을 만들었다.
제트
前 현상금 사냥꾼. 압둘라와 함께 행동하고 다니며, 아랍인을 닮은듯한 외모에, 얼굴에 무수한 흉터자국이 나있다. 압둘라와 더불어 굉장히 잔혹한 성격이며, 그 잔혹한 성격으로 '투우 콜로세움' B블록에 참가해서 엄청난 활약을 한다. 하지만 압둘라와 함께 베라미에게 털린다.(그것도 기초전투력만으로) 이후, 압둘라와 같이 루피가 이끄는 밀짚모자 해적단 산하로 들었다. 주로 쓰는 무기는 검 계열 무기. 888화에서는 이데오, 블루 길리, 압둘라랑 같이 '이데오 해적단'을 만들었다.
탱크 레판토
드레스로자의 군대장. 쇠사슬에 달린 철구를 주무기로 사용한다. 상반신은 근육질인 데 비해 하반신은 매우 약해보이는 인물. 베라미의 공격도 막아내는 실력을 보이나 전 현상금 사냥꾼 팀인 압둘라와 제트에게 쓰러진다. 콜로세움의 지하에서 검투사 리키가 리쿠 왕임을 알아챈다.
장 앙고(통칭 '날치기 장')
현 현상금 사냥꾼. 선인장+멕시코 판초 모자를 쓰고 다니며, 강철 턱주가리를 달고 있다. 오른손엔 날카로운 클로를 끼고 있다. '투우 콜로세움' C블록에 참가해서 여러 강자들의 무기들을 훔치고 다닌다. 겉보기에는 야비하고 약해 보이지만 진짜 실력 또한 만만치 않다. 또한 100년 전부터 해적들을 사냥해왔다고 한다. 자신이 훔친 여러 무기들을 여러 방식으로 사용하는 등, 웨펀마스터 같은 기술을 보여준다. 2년전, 임펠 다운을 탈옥한 루피에게 감명을 받은 듯 하다. 하지만 사실은 2년전 임펠 다운에서 탈옥한 죄수들을 모조리 잡아들이는 것이 목표. 루피와 붙게 되나 루피가 거의 터는 수준. 이 때, 루피에게 던진 무기들이 돈 칭자오에게 모조리 꽂히는 바람에 칭자오의 박치기에 일격에 당한다.
레베카(통칭 '무패의 여자')
스파르탄
성우 : 이창민
콜로세움 소속 검투사로 월 우승횟수가 51회나 되는 스타 검투사. 루피한테 시비를 걸었다가 단 일격에 패배한다. 이름의 유래는 스파르타로 추정된다.
리키
과거 콜로세움 소속의 검투사인 듯하며, 굉장히 뛰어난 검술 실력을 가지고 있다. 그의 정체는 리쿠 왕족의 마지막 왕인 리쿠 돌드 3세로, 레베카의 할아버지이다. '투우 콜로세움' B블록에서 엄청난 활약을 하지만 블루 길리에게 패배당한다.
술레이만(통칭 '목 베는', '참수')
원피스 704화와 706화에 잠깐 언급되었던 캐릭터. D블록이라고 한다. 콧등에 긁힌 흉터가 나 있으며,굉장히 심오하고 어두운 표정을 짓고 있다. 전직 한나라의 군단장이었으나, "디아스 해전" A급 전범이 된 후에 해적이 된 듯 하다. 검을 주무기로 사용한다. D블록에서 활약하다가 캐번디시의 또 다른 인격 하쿠바에게 처참하게 당한다. 이후, 캐번디시가 이끄는 아름다운 해적단에 들어오게 되면서 캐번디시와 함께 루피가 이끄는 밀짚모자 해적단 산하 해적단에 들어오게 된다. 현상금은 6700만 베리.
올럼버스(통칭 '지배자', '개척모험가')
성우 :김진홍
원피스 704화와 706화에 잠깐 언급되었던 캐릭터. D블록이라고 한다. 갈색수염과 덩치, 얼굴이 비슷하며, 온 머리카락을 댕기로 땋았다. 대학살하는 가짜 모험가라고 하기도 한다. 채찍을 주무기로 사용. D블록에서 활약하다가 캐번디시의 또 다른 인격 하쿠바에게 처참하게 당한다. '킬러 볼링'이라는 기술을 사용해 롤로노아 조로를 붙잡은 상태에서 날려서 피카를 쓰러뜨릴 수 있게 도와주었다. 이후, 자신과 자신이 이끄는 욘타마리아 대선단 4300명은 밀짚모자 해적단 산하 해적단으로 들어가기로 마음먹고 모든 해적단들과 같이 술잔을 나눈다. 가장 커다란 욘타마리아 대선단 '주선' 욘타마리아 호 1척과 니타마리아 호 50척, 산타마리아 호 5척에 배를 갖고 있다. 현상금:1억 4800만 베리.
머미(통칭 '네크로맨서')
원피스 706화에 잠깐 언급된 캐릭터. D블록이라고 한다. 스릴러바크의 좀비 비슷한 외모를 가지고 있으며, 굉장히 기분나빠보이는 표정을 짓고 있다. D블록에서 활약하다가 캐번디시의 또 다른 인격 하쿠바에게 처참하게 당한다. 전투력이나 능력은 아직 미지수.
메도우즈(통칭 '검투사')
원피스 706화에 잠깐 언급된 캐릭터. D블록이라고 한다. 표범 가죽을 뒤집어썼으며, 몸이 옆으로 자란 듯한 모습이다. 또한 중국인 같은 수염에다가, 굉장히 야비해보이는 웃음을 짓는다. 전투력이나 능력은 아직 미지수.
다마스크(통칭 '방화마')
원피스 706화에 잠깐 언급된 캐릭터. D블록이라고 한다. 마치 불타는 듯한 헤어스타일을 지니고 있으며, 굉장히 내구성 좋아보이는 방화복을 입고 있다. '방화범'이라는 별명답게 화염방사기를 주무기로 사용한다. D블록에서 활약하다가 캐번디시의 또 다른 인격 하쿠바에게 처참하게 당한다.
롤링 로간(통칭 '군대장')
원피스 706화에 잠깐 언급된 캐릭터. D블록이라고 한다. 긴 곱슬머리에 조커같이 죽 찢어진 입술을 가지고 있다. 술레이맨과 같은 군단장이라고 한다. 전투력이나 능력은 아직 미지수.
아킬리아(통칭 '검투사')
성우 : 원에스더
원피스 706화에 잠깐 언급된 캐릭터. D블록이라고 한다. 검투사답게 머리에 검투사 투구를 쓰고 있다. D블록에서 레베카를 도와주고 있으며, 레베카가 이모라고 부르는 것으로 보아 스칼렛의 자매로 추측된다. 전투력이나 능력은 아직 미지수
블루 길리(통칭 '자오쿤도 격투가')
성우 : 김혜성
원피스 707화에 등장한 캐릭터. 다리가 긴 사람들인 족장족(足長族)으로서, 특화된 긴 다리로 싸우는 '각공도'라는 무술을 사용한다. 꽤 잘생긴(?) 외모에 사각턱,그리고 수영복 비슷한 복장을 하고 있다. 또한 다가마가 자신을 배신하려는 걸 알아채고 먼저 다가마를 쓰러뜨리는 등, 꽤 뛰어난 두뇌를 가지고 있기도 하다. '투우 콜로세움' B블록에서 리키를 쓰러뜨리는 등, 꽤 엄청난 활약을 했지만, 엘리자벨로의 '킹 펀치'에 의해 넉다운된다. 이후, 이데오와 같이 몽키 D. 루피가 이끄는 밀짚모자 해적단 산하해적단으로 들어간다. 888화에서는 이데오, 압둘라, 제트와 같이 '이데오 해적단'을 만들었다.
핵(통칭 '100단')
원피스 707화에 등장한 캐릭터. 곰치 어인으로서 공수도와 유술을 사용한다. 징베와 친구이기도 하며, 징베를 위해 싸우겠다고 한다. 비록 징베보단 약간 딸리는 실력이지만 B블록에서 엄청난 활약을 한다. 시합 도중, 소변을 보는 바르톨로메오에게 펀치를 날리지만, 바르톨로메오의 능력에 되로 당하고 만다. 슈거의 하비하비 열매 능력에 의해 장난감이 되어버리지만, 우솝에 의해 슈거가 기절하는 동시 하비하비 열매 능력이 풀리며 원래 모습으로 돌아온다.
하이루딘(통칭 '거인용병')
우시(통칭 '무자비한 소')
원피스 714화에 등장한 투우. 굉장히 호전적이고 쾌활한 성격으로, 그 때문에 루피랑 친구가 되기도 한다. C블록에서 꽤 뛰어난 활약을 한다. 하지만 모르고 하이루딘에게 공격을 하는 바람에 하이루딘에게 일격에 당하고 만다.
이데오(통칭 '파괴포')
성우 : 김민주(대원방송), 김신우(투니버스 에피소드 오브 사보)
원피스 706화에도 잠깐 언급되었고, 715화에서 본격적으로 등장한 캐릭터. 땋은 머리에 굉장히 느끼하게 생긴 얼굴을 하고 있으며, 어깨가 많이 이상하게 생겼다. 루피한테 털려서 뻗어버린 하이루딘을 일격에 날려버리기도 하였다. 이형(異形)의 어깨에서 뿜어져나오는 주먹은 굉장히 강하기 때문에 한대한대당 폭발이 일어난다. '신세계 센트럴 격투대회'에서 2번 우승했다고 한다. 이글이글 열매를 손에 넣어서 더 강해질려는 야욕을 가지고 있다. C블록에서 사이와 더불어 엄청난 사투를 보여주나 돈 칭자오의 주먹에 한방에 나가떨어진다. 이후, 자신을 포함한 'XXX(트리플 엑스) 체육관 격투연합' 4명은 루피가 이끄는 밀짚모자 해적단 산하 해적단으로 들어가기로 마음을 먹고 술잔을 나눈다. 888화에서는 자신을 포함한 블루 길리, 압둘라 & 제트랑 같이 '이데오 해적단'을 만들었다.
헤라
투우 콜로세움에 참여한 검투사. 능력이나 전투력은 아직 불명.
아교(통칭 '투사자')
투우 콜로세움의 참가자. 처음 소개되었을 때 사자의 얼굴을 한 모습으로 등장하여, 동물계 능력자이거나 밍크족으로 추측되었으나 그냥 평범한(?) 사자로 밝혀졌다. D블록에서 활약하나 올럼버스에게 당한다.
개츠
성우 :정의한(대원방송), 안장혁(투니버스 에피소드 오브 사보)
투우 콜로세움 진행자.

#### 모가로 왕국
신세계에 있는 왕국 중 하나. 드레스로자의 이웃 나라에 있는 왕국이라고 한다.
바비 펑크
드레스로자의 이웃 나라에서 온 암살자 형제 중 하나다. 목쪽에 큰 문신을 하고 있으며, 덩치가 굉장히 크고 강해보인다. 형에 비해서 굉장히 차분한 성격이다. 또한 형과는 달리 싸움을 잘 하지 못한다.(하지만 무장색도 뚫을 수 없는 단단한 육체를 지니고 있다.) 형 켈리와 합체하기도 한다. 하지만 C블록에서 켈리와 더불어 사이에게 일격에 털린다. 현상금:3600만 베리.
켈리 펑크
성우 : 손수호(투니버스), 김진홍(애니원),(대원방송)
드레스로자의 이웃 나라에서 온 암살자 형제 중 하나다. 굉장히 호전적인 성격이며 왼쪽 어깨에 커다란 별모양 문신이 2개 있으며, 보통 사람보단 크지만 동생에 비해선 굉장히 작아보인다. 그 때문에 키에 대한 콤플렉스가 있다. 실전 복싱을 사용한다고 한다. 동생 바비와 합체(?)해서 콤플렉스를 극복하기도 한다. C블록에선 부우를 마구 털어버리기도 한다.
사실 형인 켈리가 재킷재킷 열매의 능력자로서 자신을 입은 생물을 맘대로 조종할 수 있다고 한다. 바비의 강대한 방어력과 켈리의 강력한 공격력이 더불어져 최강의 킬러가 된다고 한다. 하지만 C블록에서 바비와 더불어 사이에게 일격에 털린다. 현상금:5700만 베리.

#### 프로덴스 왕국
신세계에 있는 나라 중 하나이며, 꽤 명성이 있는 나라인 듯 하다.
엘리자벨로 2세(통칭 '싸우는 왕')
성우 : 김소형(투니버스), 김민주(대원방송)
프로덴스 왕국의 국왕. 보통 왕들과는 달리 굉장히 우람하고 강해보이는 체력을 가지고 있으며, 그 덩치에 걸맞게 전투력 또한 엄청나다. 프로덴스 왕국이 전쟁을 할 때마다 늘 승리를 하는 이유는, 엘리자벨로 2세의 필살기인 '킹 펀치' 때문이라고 한다.이름처럼 짧고 굵은 기술로서, 한주먹에 요새나 성을 단번에 부셔버리는 엄청난 파괴력을 가지고 있다.('바솔로뮤 쿠마'의 '우르수스 쇼크'와 맞먹는다고 한다. 하지만 이 기술은 너무나 강력하기에, 쓰기 전에는 준비가 철저해야 하고, 딱 한 번만 쓸 수 있다. 이것이 바솔로뮤 쿠마의 기술과 다른 부분이다.) 투우 콜로세움에서 B블록에 참전해서 모든 선수들을 '킹 펀치'로 한방에 쓰러뜨리는 등,엄청난 활약을 했지만, 바르톨로메오의 능력 앞에 당하고 만다. 이후, 슈거의 하비하비 열매 능력에 의해 장난감 신세가 되어버리지만, 우솝에 의해 슈거가 기절한 동시에 원래 모습으로 돌아오게 된다.
다가마(통칭 '참모', '전략가')
성우 : 이현(애니원)
프로덴스 왕국의 참모, 전략가이다. 참모, 전략가답지 않게 굉장히 뚱뚱하고 커다란 체격을 가지고 있으며, 왕국의 병사들 중 유일하게 국왕에게 반말을 쓴다. 투우 콜로세움 B블록에 참전해서 뛰어난 두뇌와 전투실력으로 국왕을 보호하며 뛰어난 활약을 하나, 블루 길리에게 패배당한다.

#### 그린 비트(GREEN BIT)
로우가 도플라밍고와의 거래를 위해 들른 섬. 사황 카이도의 지배하에 있다고 하며, 열대우림 외에 여러 산림들이 굉장히 무성한 섬이다.

##### 톤타타 왕국
난쟁이족들이 건설한 왕국. 그들이 직접 식물들을 재배하고 건물들을 건설하며 지은 왕국이다. 대우림 깊숙한 곳에 있다.
간초
그린비트에 있는 톤타타 왕국 난쟁이족의 국왕이다.
맨셸리
성우 : 노나카 아이
성우 : 장예나(애니원)
간초의 딸이자 톤타타 왕국의 공주. 눈물로 다친 상처를 치료할 수 있는 치유치유 열매 능력자이며, 그 능력을 탐낸 돈키호테 도플라밍고에 의해 왕궁에 인질로 잡혀 있다. 조라에게 붙잡혀 강제로 눈물을 흘려 돈키호테 페밀리를 치료하려다 레오와 커브에게 저지되고, 구출되었다. 이후 레오와 같이 자신들의 능력으로 트라팔가 로의 잘린 팔을 봉합시킨다. 레오를 좋아하고 있으나, 정작 레오는 모르고 있다.
레오
성우 : 마미야 쿠루미
성우 : 이새벽 (투니버스), 김예림 (애니박스)
톤타타 왕국 난쟁이족의 전사이며, 나이는 25세이다. 선봉으로 나서는 걸 보면, 난쟁이족 전사들의 리더인 듯하다. 사물을 자유자재로 꿰맬 수 있는 바늘바늘 열매의 능력을 사용하며, 이 능력으로 로빈을 포박하였다. 소인족 군단을 이끌고 드레스로자의 전투에 참여했고, 커브와 함께 맨셸리를 구출했다. 이후 맨셸리와 같이 자신들의 능력으로 트라팔가 로의 잘린 팔을 봉합시킨다. 드레스로자에서 돈키호테 도플라밍고와 돈키호테 패밀리를 모두 쓰러뜨린다. 또, 후지토라가 이끄는 해군들과 모든 군함들을 바늘바늘 열매 능력으로 꿰매버린다. 이후, 드레스로자에서 활약한 모든 해적단들과 같이 몽키 D. 루피가 있는 밀짚모자 해적단에 밑으로 들어가려고 마음을 먹지만, 몽키 D. 루피에게 모두 거절당한다. 하지만, 자신을 포함한 '톤타타 족 톤타 병단' 200명은 드레스로자에서 활약한 모든 해적단들과 같이 밀짚모자 해적단의 산하 부대로 들어가기로 마음을 먹고, 모든 해적단들과 같이 술잔을 나눈다. 889화에선 자신을 포함한 모든 톤타타족이 해적단을 만들었며, 거기서 자신은 선장이 되어 모든 톤타타족을 이끌고 있다.
커브
성우 : 김진홍(대원방송), 김신우(투니버스 에피소드 오브 사보)
톤타타 왕국 난쟁이족의 전사이다. 굉장히 포동포동하며, 로빈에게 발각된 첫 난쟁이족이다. '옐로 카부' 부대의 대장으로, 동물계 벌레벌레 열매 - 모델 '장수풍뎅이'의 능력자이다. 레오와의 협공으로 맨셸리 구출에 성공했다.
비안
톤타타 왕국 난쟁이족의 여전사이다. '핑크 비'부대의 대장으로, 동물계 벌레벌레 열매 - 모델 '말벌'의 능력자이다.
람포
톤타타 왕국 난쟁이족의 전사.
봄바
톤타타 왕국 난쟁이족의 전사.
플래퍼
성우 : 콘노 히로미
성우 : 원에스더
톤타타 왕국 난쟁이족. 로빈이 난쟁이들에게 옷이 벗겨지려 할때, 우솝의 거짓말을 듣고 난쟁이들로부터 구해준다. 동료들을 구하기 위해 슈거에게 덤비지만, 하비하비 열매 능력에 의해 다른 동료들과 같이 장난감이 되어버린다. 하지만, 우솝에 의해 슈거가 기절하는 동시 하비하비 열매 능력이 풀리면서 장난감이 된 동료들과 같이 원래 모습으로 돌아온다.
보봄바
성우 : 김진홍
톤타타 왕국 난쟁이족. 봄바와는 형제사이이다.
마우지
톤타타 왕국 난쟁이족. 톤타타족 전사들 중에서는 가장 연장자인 듯 하다. 맨셸리 공주의 호위를 맡고 있었다.
위커
성우 : 나가사와 미키
성우 : 정현 (애니원)
톤타타 왕국 난쟁이족 정찰대이다. 조로에게서 슈스이를 빼앗아갔다. 하지만 조로가 다시 되찾자, 조로와 함께 돈키호테 패밀리의 근황을 난쟁이족들에게 알려주려 한다.
인헤일
톤타타 왕국 난쟁이족 정찰대.
코튼
성우 : 사이토 유카
성우 : 김윤채 (애니원)
톤타타 왕국 난쟁이족 정찰대.
글로버
톤타타 왕국 난쟁이족. 레오의 할머니이다.

#### 와노국(和の国)[56]
일본을 모티브로 한 신세계의 국가 중 하나. 세계정부에도 가입하지 않은 폐쇄적인 나라로, '사무라이'라고 불리는 무사들이 살고 있다. 시모츠키 류마, 킨에몬, 코즈키 모모노스케, 쿠로즈미 칸주로의 고향이기도 하다. 와노쿠니의 가문 중 하나인 '코즈키 가문'은 뛰어난 석공 기술을 지녔으며, 포네그리프도 그들이 만든 것임이 밝혀졌다.
킨에몬 (통칭 '여우불')
성우 : 호리우치 켄유
성우 : 방성준(애니원) / 송준석(투니버스)
루피 일행이 펑크 하자드에서 만난 인물로, 와노쿠니 출신의 사무라이. 트라팔가 로에 의해 몸이 머리, 상체, 하체로 나뉘어 버렸으나 루피 일행의 도움으로 신체를 되찾았다. 초인계 악마의 열매 중 하나인 옷옷 열매를 먹어 타인의 머리에 돌이나 나뭇잎을 올린 다음 '도롱'이란 말을 하는 동시에 그 상대에게 옷이 입혀진다. 일본 설화에 자주 등장하는 너구리 요괴에서 따 온 것으로 보인다. 그의 검법은 ' 여우불류 ' 로 대상을 화염으로 한번 베어낸 뒤 그 화염에 불타는 대상을 빠르게 한번 더 베어 내버리는 기술이다. 시저가 루피 일행에게 잡힌 후, 동료인 칸주로를 찾기 위해 루피 일행과 함께 돈키호테 도플라밍고의 은신처인 드레스로자로 향했다. 그와 그의 아들 모모노스케의 이름은 일본의 가부키 배우였던 나카무라 킨노스케에서 따 온 것이다.
사실 킨에몬은 칸주로, 라이조와 더불어서 와노쿠니의 코즈키 가문의 가신으로, 가문의 후계자인 코즈키 모모노스케를 지키기 위해 부자관계로 위장하고 있었으며, 아카자야 아홉 남자 중 한 명이다. 자신을 포함한 아카자야 아홉남자들랑 용의 모습한 카이도에게 故 코즈키 오뎅의 기술 중인 하나인 '도원 카츠카'를 사용하여서 오뎅이 상처를 낸 카이도의 가슴에 또 한 번 상처를 입히는 데 성공하지만, 나중엔 자신을 비롯한 아카자야 아홉 남자 들 모두 인간의 모습으로 돌아온 카이도의 공격에 의해 전멸된다.
모모노스케 (본명:코즈키 모모노스케)
성우 : 오리카사 아이
성우 : 윤아영, 성예원 (아기)
킨에몬의 아들로, 아버지처럼 사무라이이다. 다른 아이들과 함께 시저 클라운의 연구소에 갇혀 있다가 우연히 베가펑크의 비밀 연구실에 들어가고, 그곳에 있던 인공 악마의 열매를 먹고 작은 용으로 변신하였다. 아버지 못지않게 사무라이로서의 자존심이 강하나, 8살 어린 나이에 여자를 밝히는 음흉한(?) 구석도 있다. 그 중에서도 니코 로빈과 같이 목욕을 해서 상디, 브룩, 킨에몬한테 미움을 받은 적이 있다. 사실 그는 킨에몬의 아들이 아니며 적들을 속이게 하기 위한 위장이었으며 와노국에서 제일 높으신 코즈키 가문의 故 코즈키 오뎅의 친아들이다. 자신의 아버지인 코즈키 오뎅의 복수를 하고자 사황 카이도를 쓰러뜨리기 위해 몽키 D. 루피에게 부탁을 하여 몽키 D. 루피와 손을 잡는 동시 '닌자 해적 밍크 사무라이' 동맹을 맺는다.
칸주로(통칭 '소낙비', '유다치', '키비의 요괴' / 본명:쿠로즈미 칸주로)
성우 : 야마자키 타쿠미
성우 : 황창영(애니원)
와노국의 사무라이 중 한 명 이자 前 코즈키 가문의 가신. 킨에몬, 모모노스케와 함께 '조'라는 섬에 가려 했다가 드레스로자에 표류했고, 도플라밍고 일당에게 붙잡혀 드레스로자 지하의 고철장에 갇히고 말았다. 초인계 악마의 열매 능력자로, 그린 그림을 실현시키는 능력을 사용한다. 나중에 적에 내통한 범인이 칸주로 자신이라는 게 밝히며 쿠로즈미 일가 중 한 명인게 확인됐다. 사실 칸주로는 오로치가 심어둔 스파이며 대중연극단 출생으로 무대에서 자신의 부모를 잃게 된 후, 마음을 완전히 잃게 되고 연기하는 걸로만 살게 된다. 킨에몬 일당들에게 자신의 정체를 밝히며 몰래 정보를 오로치에게 전달했다고 말하며 모모노스케를 데리고 간다. 이후, 키쿠와 검술 대결에서 패배하지만, 나중엔 코즈키 오뎅의 모습으로 다시 나타난다.
라이조(통칭 '안개의 라이조')
성우 : 에바라 마사시
성우 : 안장혁(애니원)
킨에몬의 일행으로, 와노국의 닌자. 밍크족의 섬 조에서 행방불명된 상태로 알려져 있었다. 카이도의 부하 잭이 그를 찾기 위해 모코모 공국을 공격했으나, 밍크족들은 라이조가 섬에 있다는 사실을 알고 있음에도 끝까지 말하지 않았다. 고래 숲의 비밀 장소에 숨겨져 있던 라이조는 자신을 위해 밍크족들이 희생했다는 사실을 알고 분개한다.
두루마리를 자유롭게 사용할 수 있는 두루두루 열매 능력자이다.
故 코즈키 오뎅
성우 : 김민주
와노쿠니의 코즈키 가문의 다이묘이자 모모노스케의 아버지이자 前 와노쿠니의 '쇼군' 이었던 故 코즈키 스키야키의 친아들이다. 이검류 검사이였으며, 기술은 '도원 백룡', '건 모도키', '시매 대혼', 사황, 카이도를 벤 '도원 카츠카'라는 기술을 사용한다.  과거에 흰 수염 해적단& 로저 해적단의 선원으로 활동했으며, 그 때문에 사황 카이도가 포네그리프와 원피스에 대한 정보를 얻어내기 위해 와노쿠니의 쇼군과 결탁하여 그를 고문하였고, 끝내는 팽형에 처해졌다. 또한, 해적왕 故 골드 로저와 함께 최후의 섬 '라프텔'에 도달하여 세계의 비밀을 안 사람이기도 하다. 패왕색 패기의 소유자로 밝혀짐. 오뎅의 애검, '하늘 조차 베어 버리는 '아메노하바카리와 지옥 끝까지 베어버리는 '명검' 엔마(閻魔)를 자신인 모모노스케와 히요리에게 물려주었으나, 히요리가 조로에게 슈스이 대신 엔마(閻魔)를 선물로 준다.
흰 수염 해적단 시절 현상금:공개되지 않음ㆍ
쇼군 (본명:쿠로즈미 오로치)
성우 : 이와사키 히로시
성우 : 안효민
사황 중 한 명인 카이도와 함께 와노쿠니 '쿠리의 대영주'이자 모모노스케의 친아버지인 故 코즈키 오뎅을 죽인 장본인이며, 동물계 환수종인 뱀뱀 열매(모델:아마타노오로치)의 능력자이다. 이후, 사황, 카이도가 휘두른 검에 참수가 되어 사망한다. 오로치가 사망하는 동시에 자신의 닌자 부대인 '오로치 오니와반슈' 전원 모두 자신을 배신하며 '사황' 카이도가 이끄는 백수해적단으로 들어간다. 하지만, 오로치는 살아있게 확인됨.
오키쿠 (본명:키쿠노죠)
성우 : 강시현(애니원)
와노쿠니의 찻집 얼굴 마담. 칸주로와 격투에선 칸주로를 쓰러뜨리는 데 성공하지만, 993화서는 용으로 변한 상태의 카이도의 포효에 팔 한 쪽이 잘려나간다.
오타마
성우 : 손선영(애니원),(대원방송)
와노쿠니에 사는 8살 짜리 소녀이며, 악마의 열매 수숫수숫 열매 능력자로 자신의 얼굴에서 수수경단을 만들어 낼 수 있는 능력을 갖고 있다. 루피가 와노쿠니에 도착했을 때, 처음으로 만난 인물이다. 자신의 능력을 사용하여 백수 해적단의 간부들 중 SMILE 능력자들 일부를 적에서 자신의 부하로 만들었다.
오츠루
성우 : 김윤채(애니원)
와노쿠니의 찻집 점주이자, 킨에몬의 아내이다.
우라시마
성우 : 최현수
와노쿠니의 요코즈니이다. 키쿠를 좋아하는 나머지 하트 눈이 된 상태에서 키쿠에게 달려들지만, 점프로 피한 키쿠가 검으로 자신의 상투를 잘라버린다. 자신의 상투를 자른 키쿠를 공격하려는 순간, 루피가 고무고무 밀쳐내기로 자신의 공격을 막아낸다. 이후, 루피와 스모 대결에서 마지막에 루피의 고무고무 기간트 밀쳐내기에 의해 패배한다.
쿄시로(통칭 '말뚝잠' /  본명:덴지로)
성우 : 키시오 다이스케
성우 : 김현욱
쿠로즈미 가문 전속 환전상. 자신의 부하인 카쿠가 자기를 비롯해 쿄시로 일가가 상디와 프랑키에게 당했다고 말을 하자 퀸에게 연락해 자객을 보내라는 말을 한다.
슈텐마루 (본명:아슈라 동자)
성우 : 정의한
아타마야마 도적단 두령.
오이란 코무라사키 (본명:코즈키 히요리)
성우 : 김예림
모모노스케의 여동생. 나이는 26살이다. 모친인 토키의 시간시간 열매 능력에 의해 와노쿠니에서 20년 전 시간에서 넘어온 자신의 오빠인 모모노스케보다 18살 많다. 자신의 아버지인 오뎅에게 물려 받은 명도 엔마를 조로에게 주면서 슈스이를 돌려 받는다.
故 코즈키 토키 (본명:아마츠키 토키)
성우 : 장미
모모노스케, 히요리의 친모친이자 미래를 자유롭게 갈 수 있는 시간시간 열매 능력자이다. 이 능력을 사용해 킨에몬, 모모노스케, 칸주로, 라이조를 20년 전 와노쿠니에서 넘어오게 했다.
텐구야마 히데츠 (본명:코즈키 스키야키)
성우 : 채안석
와노쿠니의 도공. 조로의 3대 귀철(더빙판:무림삼검)과 故 오뎅의 검이자 현재 모모노스케가 소유하고 있는 아메노하바키리를 만든 장본인이다. 이후, 성내 지하에서 목각인형을 구경하고 있던 로빈 앞에서 항상 쓰고 있었던 가면을 벗으면서 정채가 자신의 얼굴을 공개 하면서 사망한 줄 알았던 과거의 前 와노쿠니의 '쇼군'이면서 故 코즈키 오뎅의 친 아버지인 코즈키 스키야키라는게 밝혀진다.
카와마츠(통칭 '요코즈나')
성우 : 미즈시마 유우 , 카즈야 유타(어린 시절)
성우 : 이승행
코즈키 가문의 가신. 무기는 애도 '소토무소'. 보이지 않는 패기(일명:망루 유앵)을 사용할 수 있으며, 이 패기로 감옥에서 보이지 않는 적들을 모두 쓰러뜨리면서 등장한다. 자주복 어인이다.
쿠니 씨
쿄시로 일가 중 한명이다. 상고로(상디)가 장사하는 소바 노점에서 행패를 부리지만, 상디에게 한방에 당하고 만다.
카쿠 씨
쿄시로 일가 중 한명이며, 상고로(상디)가 장사하는 소바 노점에서 행패를 부리지만, 상디와 프랑키에게 당하고 만다. 이후, 자신만 혼자 도망친 후, 그 사실을 쿄시로에게 알린다.
스케 씨
쿄시로 일가 중 한명이며, 상고로(상디)가 장사하는 소바 노점에서 행패를 부리지만, 상디와 프랑키에게 당하고 만다.
시노부
성우 : 비주언
와노쿠니의 여닌자이자 킨에몬의 여동생 뻘이라고 한다. 킨에몬이 옷옷 열매 능력으로 밀짚모자 해적단과 캐럿의 와노쿠니의 복장으로 입혔지만, 나미 복장만 이상하자 여닌자 복장은 원래 그렇다고 하면서 시노부를 소개시킨다. 숙성숙성 열매 능력자로 손에 닿았던 모든 것을 푹 익게 할 수 있다.
효고로(통칭 '효 할아범' , '꽃의 효고로')
성우 : 이인석
前 오로치 오니와반슈
前 오로치의 직속 닌자 부대. 카이도가 오로치를 참수하는 동시에 카이도의 부하가 된다.
후쿠로쿠쥬
성우 : 신경선
前 오로치 오니와반슈의 대장. 키는 221cm 기술은 '귓불 딱총'. 이후, 카이도가 오로치를 참수하는 동시에 죽은 오로치를 배신하며 카이도의 부하가 된다.
다이코쿠
前 오로치 오니와반슈의 남자 닌자. 키는 436cm. 기술은 '변신'. 이후, 카이도가 오로치를 참수하는 동시에 자신을 포함한 오로치 오니와반슈 전원 모두가 카이도의 부하가 된다.
한조
前 오로치 오니와반슈의 남자 닌자. 키는 544cm. 기술은 '부유'. 이후, 카이도가 오로치를 참수하는 동시에 자신을 포함한 오로치 오니와반슈 전원 모두가 카이도의 부하가 된다.
후진
前 오로치 오니와반슈의 남자 닌자. 키는 200cm. 기술은 '미끌 격투'. 이후, 카이도가 오로치를 참수하는 동시에 자신을 포함한 오로치 오니와반슈 전원 모두 카이도의 부하가 된다.
쵸메
前 오로치 오니와반슈의 여자 닌자. 키는 150cm. 기술은 '금력 묶기'. 이후, 카이도가 오로치를 참수하는 동시에 자신을 포함한 오로치 오니와반슈 전원 모두가 카이도의 부하가 됨.
지고쿠벤텐
前 오로치 오니와반슈의 여자 닌자. 키는 225cm. 기술은 '무음총'. 이후, 카이도가 오로치를 참수하는 동시에 자신을 포함한 오로치 오니와반슈 전원 모두가 카이도의 부하가 된다.
라이진
前 오로치 오니와반슈의 남자 닌자. 키는 200cm. 기술은 후진과 같은 '미끌 격투'. 이후, 카이도가 오로치를 참수하는 동시에 자신을 포함한 오로치 오니와반슈 전원 모두가 카이도의 부하가 된다.
비샤몬
前 오로치 오니와반슈의 남자 닌자. 키는 182cm. 기술은 '수둔'. 이후, 카이도가 오로치를 참수하는 동시에 자신을 포함한 오로치 오니와반슈 전원 모두가 카이도의 부하가 된다.
야자에몬
前 오로치 오니와반슈의 남자 닌자. 키는 180cm. 기술은 화살. 이후, 카이도가 오로치를 참수하는 동시에 자신을 포함한 오로치 오니와반슈 모두가 카이도의 부하가 된다.
카제카게
前 오로치 오니와반슈의 남자 닌자. 키는 192cm. 기술은 '소환술'. 이후, 카이도가 오로치를 참수하는 동시에 자신을 포함한 오로치 오니와반슈 모두가 카이도의 부하가 된다.
사루토비
前 오로치 오니와반슈의 남자 닌자. 키는 378cm. 기술은 '환술'. 이후, 카이도가 오로치를 참수하는 동시에 자신을 포함한 오로치 오니와반슈 모두가 카이도의 부하가 된다.
故 시모츠키 코자부로
조로의 검 중에 하나인 '화도일문자'(더빙판:천무보검)와 '엔마', 또, 조로가 처음부터 '화도일문자'(더빙판:천무보검)과 같이 들고 다녔던 2개의 검을 만든 장본인이며, 50년 前 와노쿠니에 불법으로 출국한 인물이다.
쿠로즈미 히구라시
성우 : 이세레나
비파 법사이자, 선대, 복사복사 열매 능력자이다. 오로치에게 악마의 열매 중 하나인 뱀뱀 열매 환수종(모델:야마타노오로치)를 준 장본인이다. 이후, 모모노스케로 변한 모습으로 카이도에게 목숨을 잃게 된다.
'니쿄쿄쿄'라고 소리를 내며 웃는다.
故 쿠로즈미 세미마루
비파 법사. 선대 前 배리어배리어 열매 능력자이다.
사망 원인은 불명. 현재 배리어배리어 열매 능력자는 바르톨로메오이다. 배리어배리어 열매가
바르톨로메오에게 어떻게 손에 들어온 것은 불명.
故 시모츠키 야스이에 (통칭 '토노야스[야스]' / '축시 셋 꼬마')
토코
故 시모츠키 야스이에의 딸
故 시모츠키 우시마루
링고의 다이묘.
후게츠 오무스비
키비 다이묘.
우즈키 텐푸라
우동 다이묘.

### 하늘섬(空島, Sky Island)

#### 스카이피아
대대로 "신"이라 불리는 수장이 자리 잡고 있으며, 루피 일행이 방문했을 당시 갓 에넬이 그 자리에 있었다.
간 폴
성우 : 야나미 죠지
성우 : 김정호(KBS, 투니버스 에피소드 오브 스카이피아), 정동열(대원방송)
과거 하늘섬의 신. 젊은 시절에 로저 해적단을 만난 적이 있으며 나중에 에넬에게 신의 자리를 넘겨주게 된다.
밀짚모자 해적단이 에넬과 그의 수하들을 쓰러뜨리고 하늘섬 사람들의 바람 때문에 다시 신의 자리로 복귀하게 된다.
코니스
성우 : 임주현(KBS, 투니버스 에피소드 오브 스카이피아), 정옥주(대원방송)
스카이피아에 사는 여인. 하늘섬으로 올라온 밀짚모자 해적단을 만나 갖은 일을 겪었다.
파가야
성우 : 홍승섭(KBS), 정동열(대원방송 Original 4기)→이현(대원방송 Original 9기)
코니스의 아버지. 참으로 겸손한 사람이라 별 걸 다 죄송해하는 괴상한 버릇이 있다.
스우(구름여우)
성우: 오카무라 아케미
성우 : 소연(KBS, 대원방송)
스카이피아에 사는 작은 몸에 커다란 귀와 입이 뾰족하게 튀어나온 하얀여우다. 스우~스우라는 소리를 내는 게 특징이다.

#### 웨더리아
작은 하늘섬이라 불리며 기후과학을 연구 하는 나라이다. 바솔로뮤 쿠마에 의해 나미가 날아간 섬이다.
이곳에서 나미는 2년간 신세계의 기후를 배웠다.
하레다스
성우 : 정주원
웨더리아에서 기후과학을 연구하는 과학자이다. 바솔로뮤 쿠마에 의해 날아온 나미에게 신세계의 기후를 가르쳤다.